# Hypothèse Gaïa

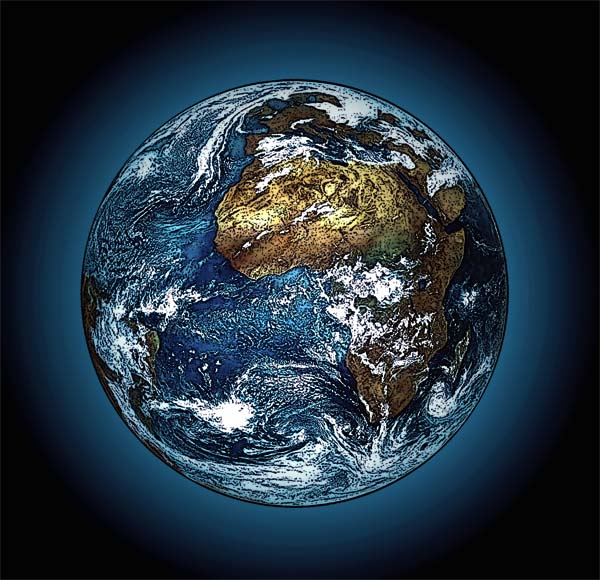
Car les métaphores sont plus que jamais nécessaires pour faire comprendre au plus grand nombre la véritable nature de la Terre et les périls mortels qui se profilent à l'horizon.
James Lovelock

Vous lisez un « article de qualité » labellisé en 2010.
Pour les articles homonymes, voir Gaïa (homonymie).
L'hypothèse Gaïa, appelée également hypothèse biogéochimique, est une hypothèse controversée, initialement avancée en 1970 par le climatologue britannique James Lovelock en lien avec la microbiologiste américaine Lynn Margulis, mais également évoquée par d'autres scientifiques avant eux, selon laquelle la Terre serait « un système physiologique dynamique qui inclut la biosphère et maintient notre planète depuis plus de trois milliards d'années en harmonie avec la vie. »
L'ensemble des êtres vivants sur Terre formerait ainsi un vaste superorganisme — appelé « Gaïa », d'après le nom de la déesse de la mythologie grecque personnifiant la Terre — réalisant l'autorégulation de ses composants pour favoriser la vie. Un exemple cité par Lovelock à l'appui de son hypothèse est la composition de l'atmosphère terrestre, qui aurait été autorégulée au cours du temps de manière à permettre le développement et le maintien de la vie.
L'hypothèse Gaïa, qui a été déclinée en plusieurs théories, repose sur un modèle scientifique qui se fonde sur plusieurs constatations écologiques, climatologiques, géologiques ou encore biologiques — à travers la notion d'écoévolution notamment —, appelé science du système Terre. Il en résulte un pronostic alarmiste quant à l'avenir de la biosphère, face au défi du changement climatique notamment.
L'hypothèse Gaïa est développée par James Lovelock dans plusieurs ouvrages :  La Terre est un être vivant, l'hypothèse Gaïa (1979) ; Les Âges de Gaïa (1990) ; Gaïa. Une médecine pour la planète (2001) et La Revanche de Gaïa (2006), ce dernier ouvrage brosse le tableau d'une planète devenue inhabitable pour l'homme.
D'autres scientifiques, comme Lynn Margulis, reprennent l'hypothèse Gaïa, qui, depuis les travaux de Lovelock, a fait l'objet d'une abondante littérature scientifique et philosophique. Du modèle géobiochimique est née la géophysiologie qui, dans la continuité de l'hypothèse Gaïa, propose d'étudier toutes les interactions existantes au sein du système-Terre.

## Définition et champ épistémologique

### Expériences et constats ayant conduit à Gaïa
Le modèle de Lovelock est né d'une multitude de constatations scientifiques de toutes disciplines, s'échelonnant principalement de 1965 à 2000 et dont l'ensemble constitue ce que Mitchell Rambler, René Fester et Lynn Margulis ont nommé l'« écologie planétaire » (Global Ecology). Des recherches sont encore menées au sein de divers centres d'étude comme le Centre for Ecology and Hydrology, le Hadley Centre for Climate Prediction and Research et l'Edinburgh Research Station. Dans ses divers ouvrages James Lovelock cite un corpus d'expériences appuyant son modèle gaïen.

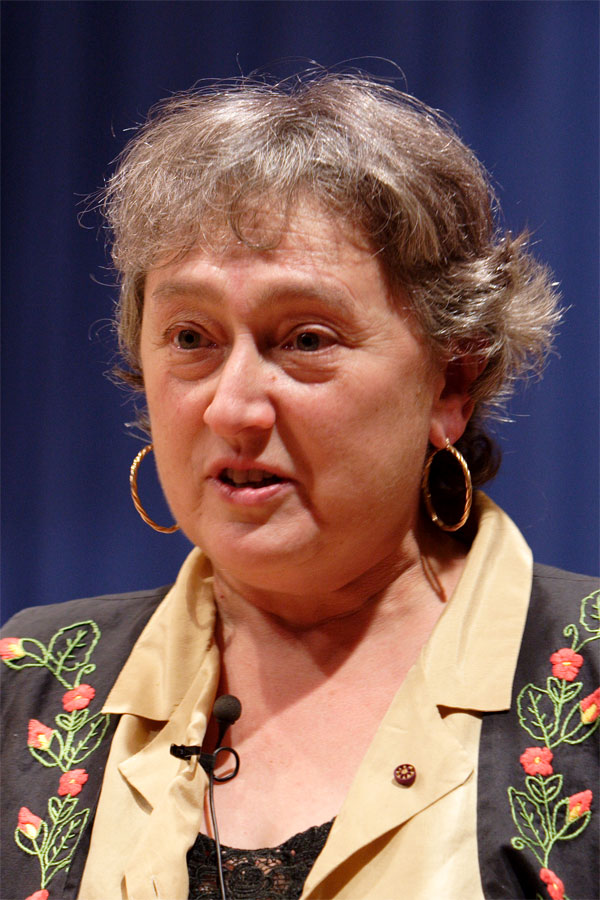
Lynn Margulis, qui travaille avec James Lovelock dès 1971.

Dès 1968, Lynn Margulis écrit un article intitulé The Origin of Mitosing Eukaryotic Cells, qui fondera plus tard la théorie endosymbiotique. Elle fait alors dans cet article, et plus tard dans son ouvrage, le lien entre la physiologie et les régulations à l'échelle terrestre ; en 1971, elle s'associe à Lovelock et, en 1976, les deux scientifiques écrivent « Is Mars a Spaceship, Too? » qui propose une lecture gaïenne de l'atmosphère martienne.

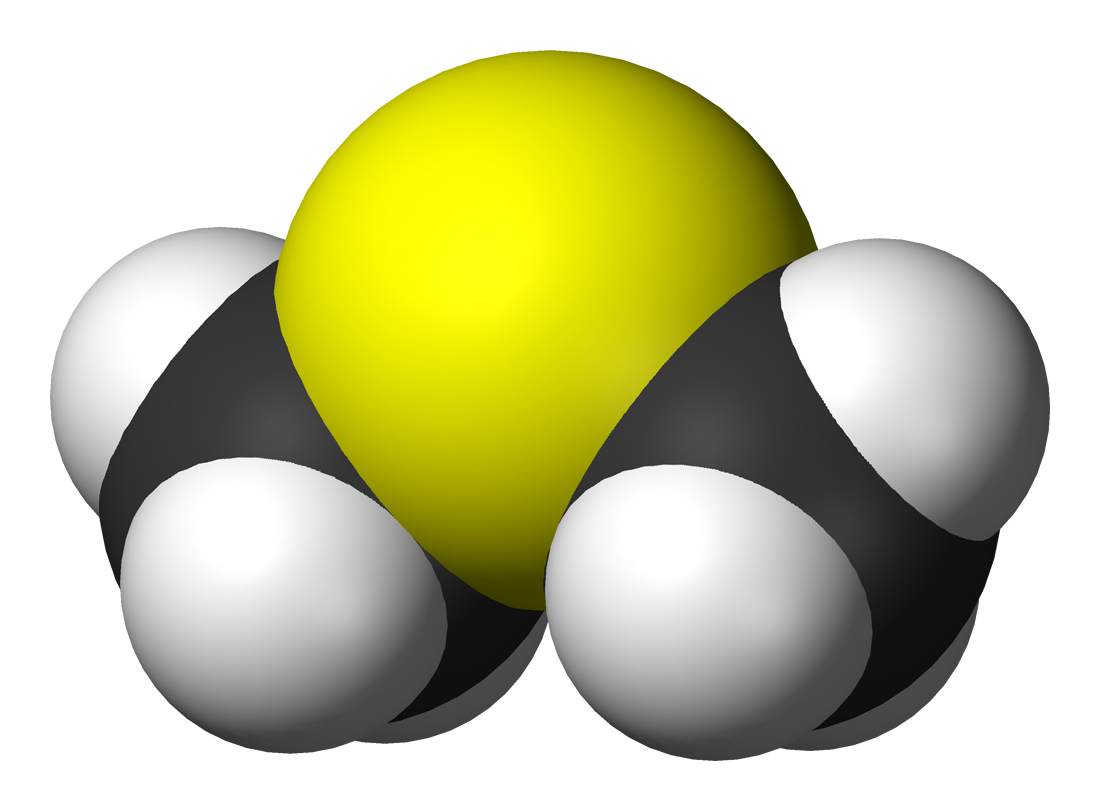
Structure de la molécule du sulfure de diméthyle.

En 1972, James Lovelock entreprend un voyage scientifique sur le navire le Shackleton ; son but est de mesurer la teneur atmosphérique en sulfure de diméthyle (DMS), en des points différents du globe. Il conclut que les organismes marins ont un rôle de régulation dans la diffusion du DMS et publie la même année le premier article évoquant le mécanisme gaïen : Gaia as seen through the atmosphere. Avec d'autres scientifiques — Robert Charlson, Meinrat Andrea et Stephen Warren —, Lovelock émet l'hypothèse « CLAW » (acronyme des noms des auteurs) qui postule que les émissions de DMS produites par le plancton marin sont impliqués dans la régulation climatique, via la formation de nuages et donc le changement de l'albédo,.
Richard Betts du Hadley Centre for Climate Prediction and Research a montré dans quelle mesure les forêts tropicales ont surmonté la limitation en eau en s'adaptant à un milieu chaud, par un recyclage de celle-ci. Betts et son collègue, Peter Cox, postulent qu'une élévation de 4 °C de la température suffirait à mettre la forêt amazonienne hors d'état d'assurer ce mécanisme de refroidissement.
Andrew Watson et Tim Lenton ont montré le maintien d'une composition chimique stable dans le mélange atmosphérique, et notamment le rôle joué par le phosphore.
Enfin, Peter Liss a expliqué en quoi les océans sont les sources biologiques des éléments essentiels à la chimie de la biosphère (soufre, sélénium et iode principalement).

### Un nouveau point de vue sur la vie
Plus qu'une explication géologique, l'hypothèse Gaïa est, selon ses partisans, une vision particulière de la vie, une réponse scientifique à la question du vivant, concept protéiforme selon la discipline concernée, voire ignorée par les communautés scientifiques. James Lovelock déclara : 

« Je lus beaucoup, espérant découvrir dans la littérature scientifique une définition complète de la vie considérée comme un processus physique, sur laquelle il serait possible de fonder le principe des expériences visant à la détecter. (…) On avait accumulé des tonnes de données sur tous les aspects imaginables des espèces vivantes, des parties les plus extérieures aux plus intérieures. Mais dans la vaste encyclopédie de faits qui se trouvait à notre disposition, le cœur du sujet (la vie elle-même) avait été quasiment ignoré. »

En ce sens la conception gaïenne tient de celles d'Alfred James Lotka et d'Erwin Schrödinger (dans What is Life?, 1944). L'hypothèse permet de dépasser le cadre dichotomique habituel du biotique-abiotique en montrant que les espèces participent à l'histoire du milieu qui, en retour, a pour finalité le développement de la biosphère : « La vie ne s'est pas adaptée à un monde inerte déterminé par la main morte de la chimie et de la physique. Nous vivons dans un monde qui a été construit par nos ancêtres, anciens et modernes, entretenu en permanence par le biote actuel dans sa totalité. » D'un point de vue philosophique, le modèle gaïen— que Jacques Grinevald nomme la Biosphère-Gaïa — s'apparente à une nouvelle philosophie des Lumières.

Il ajoute que les espèces obéissent également à une autorégulation vers plus de stabilité : 

« Si, dans le monde réel, l'activité d'un organisme modifie son environnement matériel dans un sens qui le favorise, et que par conséquent, il a une descendance plus abondante, alors l'espèce et la modification vont croître l'une et l'autre jusqu'à ce qu'un nouvel état stable soit atteint. »

Enfin, finalement, « à une échelle locale, l'adaptation est le moyen par lequel les organismes peuvent survivre dans des environnements défavorables, mais à l'échelle planétaire, l'association entre la vie et son environnement est tellement étroite que la notion tautologique d'« adaptation » est proprement évacuée. » En ce sens, le modèle gaïen est une réponse au darwinisme strict, qui voit dans la vie un accident n'ayant aucune espèce de relation à l'environnement, selon Lynn Margulis. Philippe Bertrand, dans Les Attracteurs de Gaïa (2008), décrit l'évolution du système-Terre comme la mise en place d'une complexité croissante, créant et faisant interagir différents niveaux de régulation (les « attracteurs »), biologiques et non biologiques, depuis les cellules jusqu'au cadre global, chimique, biogéochimique, climatique et gravitationnel, et où l'évolution par sélection naturelle joue toutefois pleinement son rôle.

### Origines du nom «Gaïa»
L'hypothèse d'une Terre animée (bien que Lovelock ne lui attribue jamais d'intelligence ou d'émotions) est un thème récurrent dans l'imaginaire humain, dans la littérature et dans les théories scientifiques. Si aucun modèle n'a été aussi précis et argumenté que celui de Lovelock, qui est un « scientifique sans affiliation », d'autres auteurs ont proposé une vision assez proche de la sienne. La personnification du concept n'est donc finalement qu'une métaphore heuristique qui remplit un but avant tout didactique : « Dans cet ouvrage, je parle souvent de l'écosystème planétaire, Gaïa, comme vivant […] Lorsque je fais cela, je ne me cache pas que le terme « vivant » relève de la métaphore et que la Terre n'est pas vivante comme vous et moi ou même une bactérie. Dans le même temps, j'insiste sur le fait que la théorie Gaïa elle-même est véritablement de la science et non une simple métaphore. J'utilise le terme « vivant » comme un ingénieur disant qu'un système mécanique est vivant, pour distinguer son comportement lorsqu'il est mis en marche ou arrêté, ou au point mort » explique son créateur.
Ce point de vue est celui de Lovelock au début de son hypothèse, au moment où il doit ménager son image au sein de la communauté scientifique. Depuis, il l'a largement personnifiée, jusqu'à élargir le modèle à une dimension mystique voire religieuse, mais sans jamais en faire une entité consciente ou une sorte de dieu vivant. Les théories Gaïa par contre, se réclamant de ses assertions, ont développé à sa suite l'idée que la Terre aurait une « conscience », voire qu'elle serait une sorte de divinité, dans la tradition du mouvement New Age.
Gaïa — Gaya, Gaiya, Gæa ou Gè — est, dans la mythologie grecque, la déesse de la Terre, mère des dieux et des titans, liée au culte de la fécondité, et aussi l'une des plus anciennes représentations théistes de l'histoire humaine puisqu'on retrouve des statues de la terre-mère (Déesse mère) à l'époque préhistorique (Mohenjo-daro et Harappa). Le nom de l'hypothèse a été choisi par Lovelock sur l'avis de l'écrivain et ami William Golding ; l'universalité du nom, permis par la diffusion de la mythologie grecque d'une part, le fait que le nom véhicule par ailleurs une idée de protection et de maternalisme, procure à l'hypothèse une métaphore adéquate. Lovelock fut, dès le début, conscient de l'importance de fournir une métaphore universelle et immédiate afin d'en rendre le contenu vulgarisable et de rivaliser avec les autres modèles reconnus. Par opposition à cet aspect positif, Lovelock parle aussi de Kâlî, déesse qui représente l'aspect destructeur divin dans l'hindouisme, aspect négatif de la Terre si elle venait à expulser l'homme.

### Gaïa et le darwinisme
Lovelock conserve la théorie de Darwin sur l'évolution des espèces au sein de leur milieu. L'hypothèse Gaïa intègre donc les conclusions de la sélection naturelle, en dépit d'une critique du généticien anglais Richard Dawkins au début des exposés de Lovelock. Dawkins considère qu'on ne peut pas attribuer un rôle à la Terre dans l'évolution. Lovelock réfute cet argument et intègre même la « théorie du gène égoïste » de Dawkins à son modèle. L'hypothèse Gaïa n'est, selon lui, aucunement en contradiction avec les conclusions du darwinisme, qui a pour objet épistémologique le vivant. En réalité, Lovelock retient du néodarwinisme l'idée que la génétique a pour rôle d'adapter au mieux les espèces à leur milieu. Il développe ainsi un concept mixte, celui d'écoévolution, qui définit le vivant comme une propriété émergente de l'écosystème ; alors que chaque espèce poursuit son intérêt propre, la combinaison de leurs actions tend à contrebalancer les effets du changement environnemental.

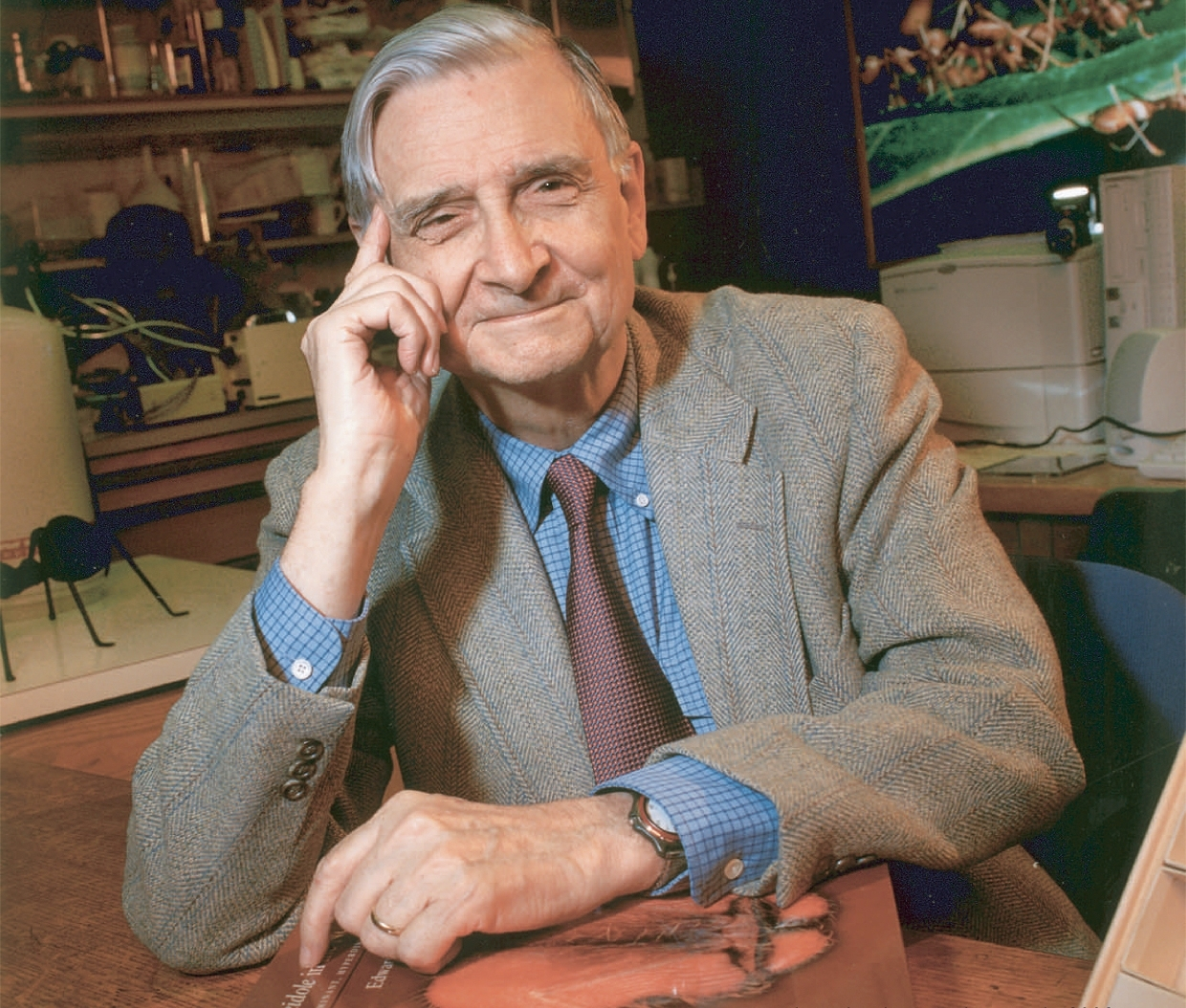
Edward Osborne Wilson.

Or Darwin stipule que le milieu modifie les espèces, non l'inverse, et c'est la raison pour laquelle Richard Dawkins s'oppose à Lovelock. Tout en reconnaissant le côté autorégulateur de la planète, il met l'accent sur le fait que Lovelock a oublié la condition essentielle nécessaire à définir un être vivant et son évolution, qui est « l'opposition permanente à un milieu extérieur (proies et prédateurs), seule susceptible de le faire évoluer au fil du temps par le mécanisme bien connu de l'évolution naturelle ». Or la Terre ne possède pas de prédateur et n'évolue dans aucun milieu permettant la compétition ; il s'ensuit que l'hypothèse Gaïa est un abus du modèle de la sélection naturelle, ce que Lovelock reconnaît pourtant. Néanmoins, avec son modèle de simulation informatique Daisyworld, Lovelock intègre à sa théorie la vision de Darwin, qui n'est plus incompatible avec ses postulats : « Daisyworld a été imaginé pour montrer que la théorie darwinienne de l'évolution par la sélection naturelle n'est pas en contradiction avec la théorie Gaïa, mais en fait partie intégrante ».
Le débat s'est poursuivi avec le soutien apporté à Lovelock par l'entomologiste Edward Osborne Wilson, qui le rejoint dès 2002 avec son ouvrage The Future of Life. Wilson est également un proche de Dawkins. Fondateur de la sociobiologie, Wilson permet d'adapter le modèle écologiste de Lovelock avec celui, phylogénétique, de Darwin. Si Wilson dit partir des espèces pour deviner un écosystème intelligent, Lovelock part, lui, de l'écosystème pour aboutir à définir les espèces y contribuant, mais, selon Wilson, tous deux se rejoignent. Néanmoins, des zones de conflits existent toujours entre le modèle gaïen et la théorie de la sélection naturelle. La principale concerne l'absence de capacité de reproduction, capacité qui est le propre des espèces, et que Gaïa ne possède pas.

### Gaïa et la systémique

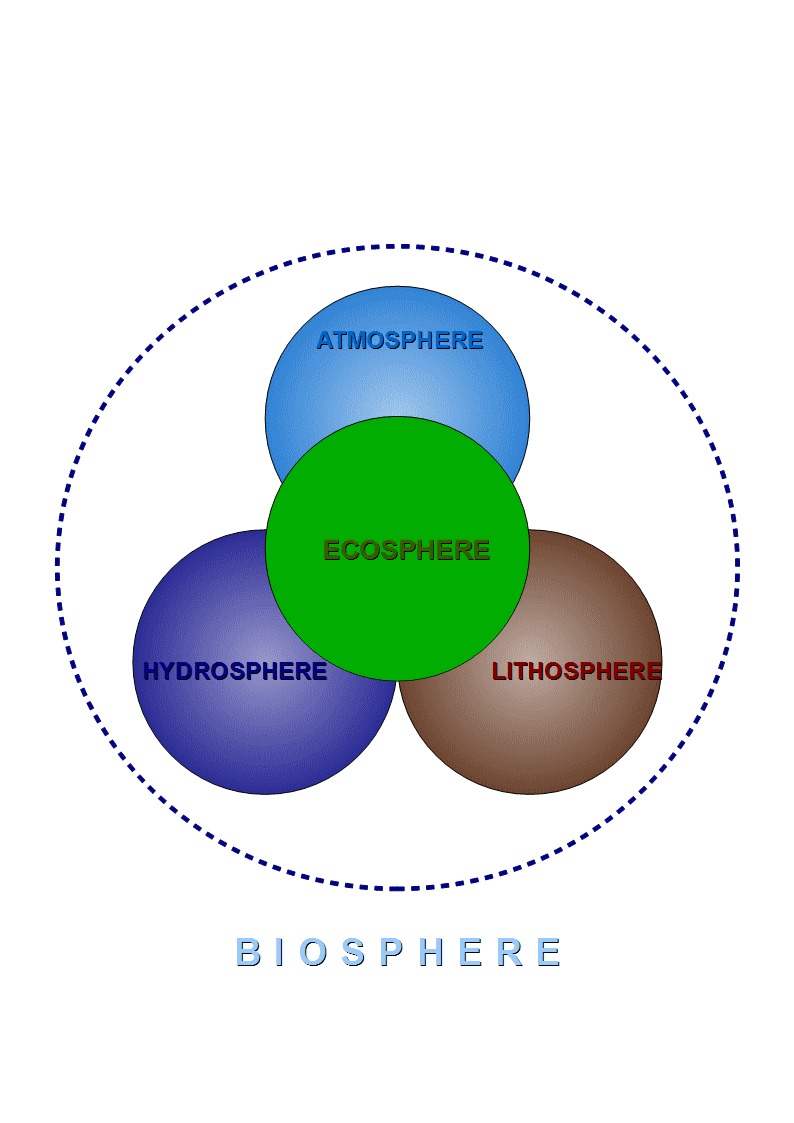
La « biosphère » comme un seul système. L'« écosphère », ou système du vivant, est au centre.

Le modèle de Lovelock s'enracine précisément dans la systémique, théorie elle-même née de la cybernétique de Norbert Wiener et exposée notamment par Joël de Rosnay dans Le Macroscope. Gaïa répond ainsi à toutes les propriétés inhérentes à la définition d'un système. Lovelock et ses partisans n'ont en effet de cesse dans leurs ouvrages de faire de la Terre, de son climat et de ses processus des systèmes ouverts suivant les conclusions de la cybernétique, même si certains processus ne sont pas reconnus comme systémiques par des détracteurs tels que Richard Dawkins. Le système-Terre possède en effet trois caractéristiques cybernétiques :
- l'« interaction », qui renvoie à l'idée d'une causalité non linéaire et qui entre dans les phénomènes d'écoévolution et de symbiose en biologie. L'interaction (qui se confond avec le concept de « finalité ») se manifeste dans la recherche constante d'états stables, en interaction avec la biosphère ;
- la « totalité », qui postule que si un système est d'abord un ensemble d'éléments, il ne s'y réduit pas, idée reprise dans la formule consacrée : « le tout est plus que la somme de ses parties ». La Terre se comporte ainsi comme un tout cohérent en boucle fermée : « Par la théorie Gaïa, je vois la Terre et la vie qu'elle porte comme un système, système qui a la faculté de réguler la température et la composition de la surface de la Terre et de la maintenir propice à l'existence des organismes vivants. L'autorégulation de ce système est un processus actif fonctionnant grâce à l'énergie fournie sans contrepartie par le rayonnement solaire[35]. » ;
- l'« organisation » est le concept central pour comprendre ce qu'est un système. L'organisation est l'agencement d'une totalité en fonction de la répartition de ses éléments en niveaux hiérarchiques. Une interaction avec des systèmes dynamiques subordonnés est partie intégrante de Gaïa : « La majorité des géochimistes considéraient l'atmosphère comme un produit final de l'émission de gaz planétaire et étaient convaincus que les réactions subséquentes par processus abiologiques avaient déterminé son état actuel (…) La vie empruntait simplement les gaz à l'atmosphère et les lui renvoyait non modifiés[36]. » Cette propriété est démontrée par le modèle de simulation Daisyworld[37] ;

L'hypothèse Gaïa devient ainsi, après sa reconnaissance en 2001 lors du Congrès d'Amsterdam, un pilier fondateur du modèle interdisciplinaire écologique nommé Earth system science, qui réunit de nombreuses disciplines scientifiques autour d'une volonté commune : comprendre, modéliser et prévoir les soubresauts de la Terre, dans une approche systémique.

## Précédents théoriques

### Précédents philosophiques
Dès l'Antiquité, les stoïciens conçoivent l'Univers comme un tout ordonné (le cosmos) dans lequel tout a une cause, de sorte qu'un événement, quel qu'il soit, entraîne nécessairement un événement futur déterminé. Pour les Grecs, la raison est la faculté qui nous permet de saisir ces relations de cause à effet. Parallèlement, les stoïciens appellent « Raison » (le logos) cet ordonnancement universel de la Nature qui forme un tout qualifié de « divin »,.
Johannes Kepler, dès le XVIIe siècle, est le premier scientifique à émettre l'idée que la Terre serait assimilable à un organisme rond et unique. Léonard de Vinci, avant lui, avait fait une comparaison entre le fonctionnement interne du corps humain et le mécanisme de la Terre. Par ailleurs, la pensée de Lovelock se rapproche de celle de Ralph Waldo Emerson, philosophe américain, qui a voulu replacer la Nature dans le débat métaphysique. Pour Emerson, dans son ouvrage Nature (1836), l'homme est devenu un demi-homme, qui utilise la nature par son entendement seul, par le travail pénible des forces matérielles, parce qu'il a perdu ses forces spirituelles. Enfin, l'écologie littéraire d'Henry David Thoreau, pionnier de la conscience environnementale selon Donald Worster, propose une vision spirituelle de la Terre proche de celle de Gaïa. Thoreau dit ainsi en 1851 que « la terre que je foule aux pieds n'est pas une masse inerte et morte, elle est un corps, elle possède un esprit, elle est organisée et perméable à l'influence de son esprit ainsi qu'à la parcelle de cet esprit qui est en moi » ; il parle par ailleurs de « terre vivante » et de « grande créature ».

### Précédents scientifiques
Des métaphores scientifiques assimilant la Terre à un organisme vivant ont émergé avant Lovelock.
Jean-Baptiste Lamarck, partisan d'une théorie parallèle à celle de Charles Darwin, développe l'idée que la Terre serait un tout organisé et interdépendant.
En 1785, le géologue James Hutton, dans son ouvrage fondateur pour cette discipline, The Theory of the Earth, explique : « I consider the Earth to be a super organism and that its proper study should by physiology » (« Je considère la Terre comme un super organisme et sa physiologie devrait être étudiée »).
En 1801, le savant naturaliste allemand Alexander von Humboldt s'inquiète déjà des ravages que l'Homme pourrait faire sur les équilibres en jeu sur la Terre : « L’équilibre général qui règne au milieu des perturbations est le résultat d’une infinité de forces mécaniques et d’attractions chimiques qui se balancent les unes par les autres ». Selon lui La Terre, poursuivait-il, est « une entité naturelle mue et animée par une même impulsion ».
En 1875, le géologue Eduard Suess introduit le concept de « biosphère ».
Dès 1877, Thomas Henry Huxley, partisan de Darwin, pense que la Terre s'autorégule.
Dans les années 1880, Friedrich Ratzel parle d'« organisme terrestre », concept central de ce qu'il nomme la biogéographie.
Dans les années 1920-1930, deux mathématiciens étudient la mathématique des équilibres et relations prédateurs-proies et de la dynamique des populations biologiques qui luttent ou coopèrent pour la maîtrise des ressources énergétiques, jusqu'à modeler et influencer leur milieu. Ce sont Alfred Lotka  et Vito Volterra (1926) — dont les principes et formules seront repris par James Lovelock dans ses modélisation (modèle Floréal) et concept d'écoévolution.
En 1924, le paléontologue et géologue Teilhard de Chardin forge, en lien avec Vernadsky et le philosophe Édouard Le Roy, le concept de « noosphère », que reprend Vernadsky : il s'agit de l'ensemble formé par les interactions de consciences à la surface de la planète, jusqu'à ne former plus qu'une seule entité. Lewis Thomas, quant à lui, envisage la Terre comme une cellule unique,.
En 1960, le biologiste Eugène Odum voit dans les écosystèmes des entités autorégulées.
Ce sont surtout les théories de Vladimir Vernadsky et de Walter Cannon qui semblent avoir influencé l'hypothèse Gaïa.

#### Vladimir Vernadski et les couches écologiques
La notion de « biosphère » énoncée par Vladimir Vernadski (1863-1945) en 1924 est le précédent conceptuel fondamental, de l'image d'un système clos sur lui-même et tendant à l'autorégulation optimale. Fondateur de la géochimie moderne, Vernadsky postule que la vie s'exprime comme une force géologique et constitue un phénomène cosmique. C'est en effet le concept de biosphère qui a, selon Eileen Crist et H. Bruce Rinker, préfiguré le modèle biogéochimique. Le modèle gaïen qu'il propose pour la planète se compose de différentes couches en interaction : la lithosphère, noyau de roche et d'eau ; l'atmosphère, enveloppe gazeuse constituant l'air ; la biosphère constituée par la vie ; la technosphère résultant de l'activité humaine et enfin la noosphère ou sphère de la pensée. L'ambition de l'Earth system science est de comprendre en quoi la Terre est un système dans lequel chacune de ces couches participe à la mécanique générale. Vernadsky considère que la compréhension de ce phénomène global ne peut se faire sans prendre en compte l'action du Vivant — idée que Lovelock reprend à travers l'écoévolution.

#### Walter Cannon et le concept d'homéostasie
Évoqué par le médecin français Claude Bernard, le concept biologique d'« homéostasie », forgé par Walter Cannon (1871-1945), puis précisé par W. Ross Ashby, à partir de deux mots grecs : stasis (« état », « position ») et homoios (« égal », « semblable à »), définit la stabilisation des états qui permettent les processus biologiques de la vie. Dans son ouvrage fondateur, The Wisdom of the Body, Cannon définit ainsi l'homéostasie : 

« Les êtres vivants supérieurs constituent un système ouvert présentant de nombreuses relations avec l'environnement. Les modifications de l'environnement déclenchent des réactions dans le système ou l'affectent directement, aboutissant à des perturbations internes du système. De telles perturbations sont normalement maintenues dans des limites étroites parce que des ajustements automatiques, à l'intérieur du système, entrent en action et que de cette façon sont évitées des oscillations amples, les conditions internes étant maintenues à peu près constantes. »

De biologique, le concept en est venu à désigner toute recherche d'un état d'équilibre, au sein d'un système cybernétique. Cette autorégulation peut être appliquée à l'écologie, au climat et même aux cycles géochimiques, et naît des multiples interactions des différents constituants du système concerné. La « propriété émergente » traduit le concept d'homéostasie dans le domaine cybernétique et est reprise par le modèle biogéochimique comme étant la capacité, pour le système-Terre, à maintenir une température stable et favorable à la vie.

## Genèse et actualité de l'hypothèse Gaïa

### De Mars à la Terre
En 1970, Lovelock fonde sa théorie Gaïa, faisant partie du modèle plus vaste de l'« Earth system science », issu des recherches de la NASA dans les années 1980, et développé par David Wilkinson, biologiste au département Biological and Earth Sciences. Cette hypothèse — que l'écologue affine peu à peu, d'abord seul puis à travers un collectif de scientifique de tous horizons — relève d'une démarche géonomique (même si ses auteurs n'ont pas utilisé ce terme, encore peu connu en 1969).

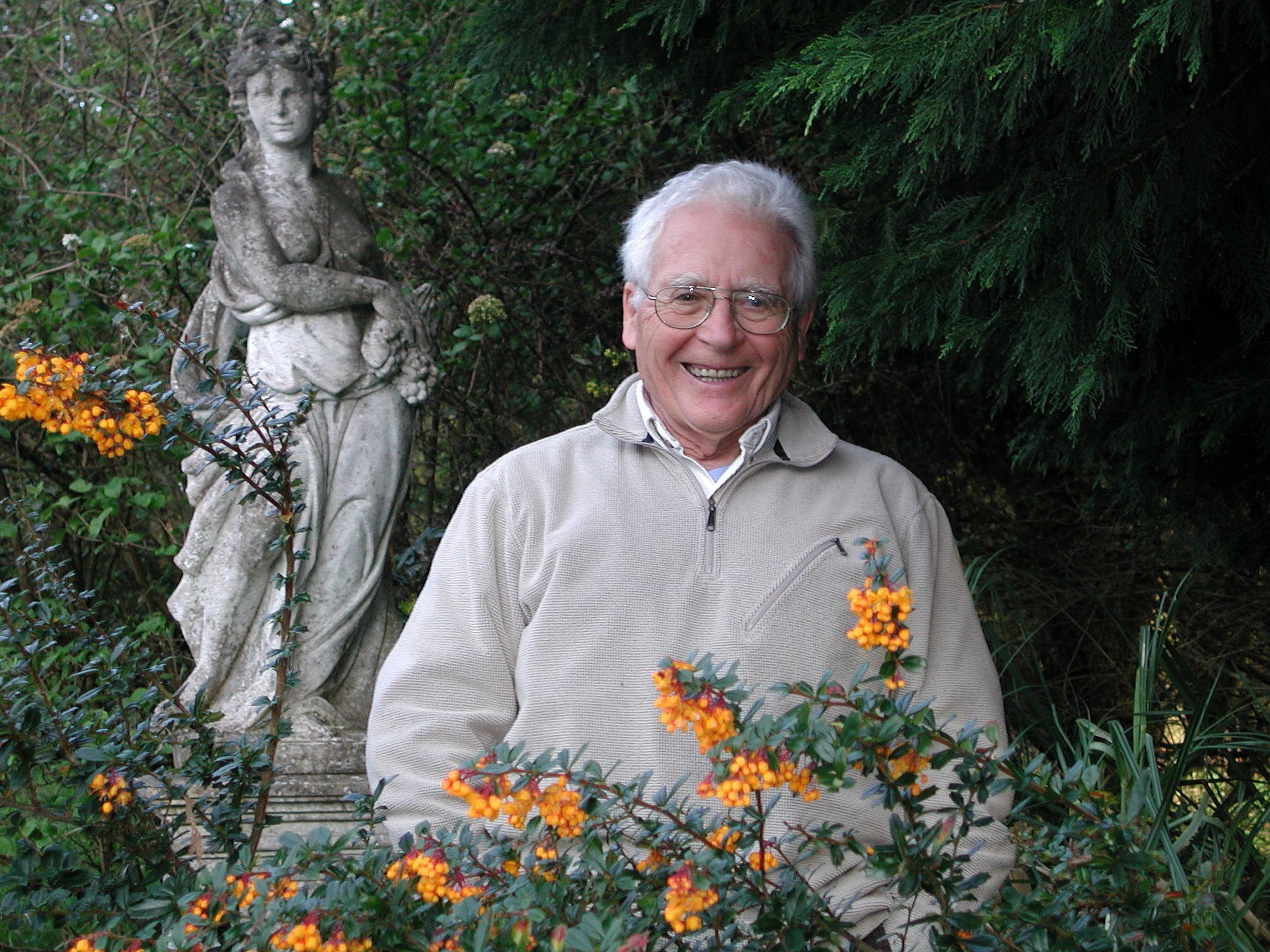
James Lovelock, chez lui, dans le comté de Cornouailles, en Grande-Bretagne.

Le cœur de l'hypothèse de Lovelock est que la biomasse modifie les conditions de vie de la planète dans un sens qui les rapproche de ses propres besoins, rendant ainsi la planète plus « hospitalière ». L'hypothèse Gaïa relie cette notion d'« hospitalité » à l'homéostasie. Cette approche lui est venue dans les années 1960, alors qu'il est sous contrat avec la NASA, pour mettre au point des instruments chargés de recueillir des traces de vie, lors des missions d'exploration des planètes du système solaire par des sondes. Lovelock se demande comment un extraterrestre saurait qu'il y a de la vie sur terre et il conclut que l'atmosphère est ce qui peut le mieux renseigner sur la présence d'une biosphère. Il propose alors l'analyse de l'atmosphère de Mars comme moyen de repérer la vie, soutenant s'il y en avait une, qu'« il lui faudrait utiliser l'atmosphère pour y puiser des matières premières et évacuer ses déchets ; cela aboutirait à en modifier la composition ». Son premier article Life Detection by Atmospheric Analysis, avec D. R. Hitchcock, paraît en 1967 dans la revue de Carl Sagan, Icarus. Ses conclusions sont sans appel : Mars n'a pu abriter la vie puisque son atmosphère ne montre aucune trace de régulation provenant d'organismes. Cette conception lui valut un certain ostracisme dans le milieu scientifique de la NASA.
La conception de Lovelock influence les protocoles suivis dans le domaine de l'exobiologie. Plusieurs prédictions de la théorie Gaïa ont en effet conduit à des « découvertes planétaires significatives ».
Lovelock s'intéresse ensuite, personnellement, à la question de la continuité de la vie. En effet, celle-ci s'est maintenue en dépit d'une augmentation de 30 % de la luminosité solaire depuis la formation de la Terre. La température globale n'a donc pas beaucoup varié et ce en raison d'une régulation qui reste à expliquer : « ces réflexions m'ont conduit à conjecturer que les êtres vivants régulent dans leur intérêt le climat et la chimie de l'atmosphère ». Lovelock travaille par la suite avec l'éminente biologiste américaine Lynn Margulis ; tous deux écrivent ensemble un premier article scientifique, en 1974, fondateur du modèle géobiochimique intitulé « Biological modulation of the Earth's atmosphere ». Dans cet article, ils étudient l'idée selon laquelle la composition de l'atmosphère terrestre, sa température et son pH sont régulés par les organismes vivants dans le but d'optimiser leurs reproductions. Ils y montrent que la Terre est un système de contrôle actif capable de maintenir la planète en homéostasie.
James Lovelock porte ensuite ses recherches sur la géobiochimie ; dans le cadre d'un programme d'étude océanologique, duquel émerge l'hypothèse CLAW, il découvre les porteurs moléculaires naturels des éléments soufre et iode : le sulfure de diméthyle (DMS) et l'iodure de méthyle, qui deviennent une brique fondamentale de sa théorie.
Enfin, dans une série d'articles, il examine en quoi l'hypothèse Gaïa est compatible avec les conclusions de la sélection naturelle. Seuls quelques spécialistes lui font alors bon accueil et Lovelock affronte Richard Dawkins, défenseur international de la théorie de l'évolution darwinienne. Il finit néanmoins par s'accorder avec le biologiste de la sélection naturelle quant à l'incompatibilité de son modèle avec les canons darwiniens. « Comme je ne doutais pas de Darwin, quelque chose devait clocher dans l'hypothèse Gaïa » dit-il, revenant du même coup sur son hypothèse de travail. En 1981, Lovelock rompt avec les modèles antérieurs (excepté celui de Vernadsky) qui considèrent que la biosphère seule s'autorégule et met en conformité son hypothèse avec les postulats darwiniens, en recourant à la simulation informatique de Daisyworld.

### Du sulfure de diméthyle au modèle informatiqueDaisyworld
L'hypothèse de travail de Lovelock peut se résumer de la façon suivante : l'ensemble du système (géologique et biologique) se régule, et ce via un complexe réseau d'interactions et de rétroactions. La subtilité d'un tel réseau laisse entendre une multitude de paramètres chimiques.

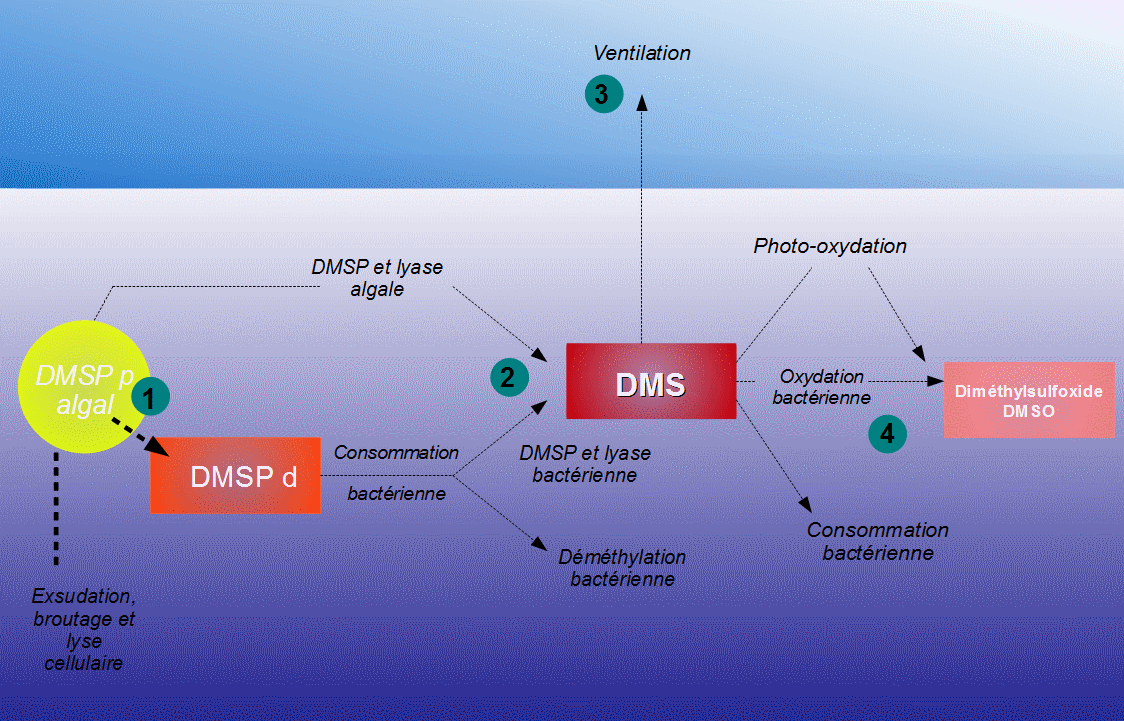
Schéma du cycle du diméthylsulfure (DMS) dans les océans selon l'hypothèse CLAW — Agrandissez cette image pour lire la légende.

En 1986, à Seattle, Lovelock, Robert Charlson, M. O. Andreae et Steven Warren découvrent que la formation des nuages et, par voie de conséquence, le climat, dépendent du diméthylsulfure — DMS en anglais — engendré par les algues Coccolithophores du phytoplancton des océans. Ces algues participent elles-mêmes au cycle du carbone. Le sulfure de diméthyle produit par ces algues s'oxyde dans l'atmosphère et constitue les noyaux de condensation des nuages. Le sulfure de diméthyle a donc un rôle fondamental dans la formation de la couverture nuageuse des régions situées au-dessus des océans et, au-delà, dans l'équilibrage thermique. Il en va de même pour l'Iodométhane.
Lovelock y voit alors l'un des mécanismes de régulation de Gaïa, la rétroaction par laquelle les algues et les nuages sont liés ; pour cette découverte, il reçoit en 1988 le prix Norbert Gerbier de la communauté des climatologues. C'est ce mécanisme qui va lui donner l'idée de reproduire un modèle élémentaire de Gaïa, au moyen d'une simulation informatique tenant en quelques paramètres rudimentaires. Lovelock écrit un premier article à dimension épistémologique concernant l'hypothèse Gaïa en 1989 sous le titre Geophysiology, the science of Gaia mais a besoin de prouver expérimentalement son modèle.

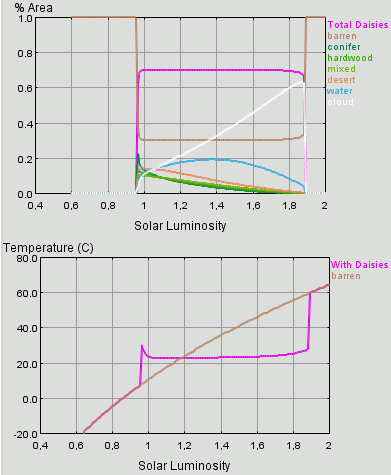
Exemple des courbes calculées au moyen du modèle informatique Daisyworld.
Haut : proportion du monde recouvert par les pâquerettes (courbe présentant un plateau à 0,7, en violet). Cet exemple est plus complexe que le modèle simple, car il fait intervenir d'autres populations comme les conifères, l'eau (courbe présentant un maximum de 0,2, en bleu) et les nuages (courbe croissante, en blanc).
Bas : température moyenne en fonction de la luminosité solaire, dans le cas d'une terre aride (courbe régulièrement croissante, marron) et celui d'un monde hébergeant deux populations de pâquerettes (courbe présentant un plateau, violet).

Il réalise donc, en 1983, avec le géochimiste américain Andrew Watson, un modèle informatisé destiné à prouver un mécanisme autorégulateur simple : celui de la température terrestre, faisant intervenir les végétaux. Ses conclusions sont publiées ensuite la même année dans la revue Telus. Ce modèle numérique, baptisé Daisyworld (« monde de pâquerettes » en anglais), utilise un système simple faisant intervenir trois variables : la luminosité solaire et les superficies recouvertes par deux populations de pâquerettes, l'une noire et l'autre blanche, et qui prospèrent au-dessus d'une température de 5 °C et ne peuvent plus croître au-delà de 40 °C. Il montre que l'équilibre entre populations de pâquerettes, qui détermine l'albédo, tend à maintenir la température constante lorsque la luminosité solaire varie : la biosphère y sert d'agent homéostatique. Dans une seconde version du modèle, Lovelock et Lee Kump, en 1993 puis en 1994, prouvent que le darwinisme est compatible avec leur modèle numérique puisque la population des pâquerettes est régie par les lois de la sélection naturelle. Une autre simulation, baptisée Damworld (« le monde du barrage »), permet ainsi à W. D Hamilton et à Peter Henderson, en 1999, de mettre en jeu trois espèces animales.
Grâce à Daisyworld, les recherches progressent et de nombreuses versions logicielles ont vu le jour. Deux biologistes : John Maynard Smith et William Hamilton confirment en effet par la suite les conclusions de Tim Lenton lorsque celui-ci publie dans la revue Nature en 1998 un article intitulé « Gaïa and natural selection » dans lequel il ajoute, avec succès, des facteurs chimiques (oxygène et phosphate) et des variables d'adaptation selon la sélection naturelle. William Hamilton coécrit ensuite avec Tim Lenton un article : « Spores and Gaïa » qui fait un lien entre l'océan, les algues et le climat. Selon les auteurs, le modèle de simulation de Lovelock est une véritable révolution et Hamilton pose à ce moment le débat dans lequel l'hypothèse Gaïa s'inscrit : lors d'une émission télévisée, en 1999, il explique en effet : « De même que les observations de Copernic avaient besoin d'un Newton pour les expliquer, nous avons besoin d'un autre Newton pour expliquer comment l'évolution darwinienne aboutit à une planète habitable ».
L'écologue Stephan Harding vient renforcer la simulation de Lovelock et Watson en modélisant des écosystèmes entiers, plus complexes, et en tenant compte entre autres des chaînes alimentaires. Ses conclusions sont publiées dans son article « Food web complexity enhances community stability and climate regulation in a geophysiological model ». Harding considère que la biosphère tente par tous les moyens de s'autoréguler, en usant de la sélection naturelle, thèse qui forme le centre de son argumentation dans Animate earth: science, intuition and Gaia (2006).

### La consécration internationale: les conférences
C'est lors des deux conférences Chapman, sous l'égide de l'American Geophysical Union (AGU), que Lovelock expose publiquement, auprès de la communauté scientifique concernée, son hypothèse. Dans la conférence de 1988, à San Diego, une définition de l'hypothèse est proposée ; par ailleurs James Kirchner propose sa division épistémologique. Selon lui, on peut distinguer cinq « sous-théories » : Gaïa influente, coévolutionnaire, homéostatique, téléologique, optimisante, qu'il réunit en deux Gaïa : weak Gaïa et strong Gaïa. Beaucoup de conférenciers, et même des critiques ont alors reconnu « l'ingéniosité du nouveau regard sur la planète que constitue le modèle de Gaïa » et la dénomination de « théorie Gaïa » remplace celle d'« hypothèse Gaïa ».
Une seconde conférence Chapman est organisée les 19 et 23 juin 2000 à Valence en Espagne. Les trois thématiques abordées sont destinées à consolider l'hypothèse. Il est examiné : « Gaia dans le temps », « Le rôle du vivant dans la régulation des cycles biogéochimiques et du climat » et « Comment gérer la complexité et les mécanismes de rétroaction du système terre ». L'ouvrage Scientists debate Gaia (2004), sous la direction de Stephen Schneider, réunit toutes les interventions.
C'est en juillet 2001, lors de la conférence d'Amsterdam, intitulée « Challenges of a Changing Earth: Global Change Open Science Conference », à laquelle participent les quatre principales organisations de recherche sur le Changement Global, que la théorie de Lovelock se voit consacrée dans le milieu scientifique. En effet plus d'un millier de délégués signent alors une déclaration commune dont l'article principal énonce : « le système Terre se comporte comme un système unique autorégulé, composé d'éléments physiques, chimiques, biologiques et humains ». L'hypothèse Gaïa « s'émancipe » ainsi, explique Lovelock dans La Revanche de Gaïa. Biologistes et géologues s'accordent sur l'essentiel et les délégués concluent sur la nécessité de fusionner les disciplines en une approche unique et cohérente, un nouveau système pour une science globale de l'environnement : l'« Earth system science » que Lovelock appelait de ses vœux dès le début de ses travaux.
Une quatrième conférence, qui s'est tenue en octobre 2006 à Arlington, présidée par Lynn Margulis, intitulée : Gaia Theory : Model and Metaphor for the 21st Century, sur le campus de l'université George Mason, a réuni nombre de spécialistes : Tyler Volk, Dr Donald Aitken, Dr Thomas Lovejoy, Robert Correll, J. Baird Callicott. L'axe de réflexion principal est surtout l'apport de l'hypothèse Gaïa à la compréhension du phénomène de réchauffement climatique,.

### La géophysiologie
Fondée en 1996 à Oxford par Peter Westbroek, la Société de géophysiologie prolonge le modèle biogéochimique, sous un autre nom que celui de « Gaïa » et constitue « le champ d'études des interactions entre la vie et le reste de la Terre ». Selon Westbroek la « géophysiologie » « est un autre mot pour l'idée de Gaia lancée par James Lovelock, mais on a éliminé le mot Gaia, parce qu'il a été accaparé par le new age, et qu'il est contaminé pour la science ». Inventée par James Hutton au XIXe siècle, cette discipline combine diverses approches : la génétique, la biologie, la systémique, la climatologie, la géologie, la biogéochimie également et a pour but, entre autres, de lutter contre le cloisonnement scientifique, mais aussi contre le dogmatisme et l'obscurantisme. Le rôle d'agent géophysiologique de l'algue Emiliania huxleyi, par exemple, est révélateur d'un système complexe, du « plus grand organisme vivant existant ».
Les recherches en géophysiologie sont nombreuses et regroupent des spécialistes ayant déjà travaillé avec Lovelock ou de nouveaux experts : Tyler Volk et D. Schwartzman pour l'approche bioastronomique (à travers la notion d'habitabilité), A.S. McMenamin Mark et L.S Diane McMenamin pour l'étude de la vie marine, Michael Woodley pour le lien sélection naturelle-écosystème, Axel Kleidon pour la relation homéostase-entropie au sein du couple biote-climat, ou encore G. Evelyn Hutchison pour les processus de régulation du biota.

## Le modèle de Lovelock

### Une métaphore heuristique
Lovelock est, dès le début, conscient de la dimension non scientifique du nom donné à l'hypothèse d'une autorégulation au niveau global. Néanmoins son but est avant tout pédagogique, grâce à une métaphore heuristique, : « C'est seulement en considérant notre planète comme une entité vivante que nous pouvons comprendre (peut-être pour la première fois) pourquoi l'agriculture a un effet abrasif sur le tissu vivant de son épiderme et pourquoi la pollution l'empoisonne tout autant que nous. » Le modèle de Lovelock est heuristique car il appelle à une fusion des disciplines, jusqu'alors cloisonnées (la biologie d'un côté, la géologie de l'autre) et à l'annexion également d'autres sciences plus nouvelles comme la génétique ou l'écologie, et même la politique. Lovelock voit ainsi dans la conférence d'Amsterdam de 2001 un premier pas positif vers une synthèse des sciences de la Terre et de la vie, centré sur la planète comme système autorégulé.

### Une analogie spiritualiste

Les cycles naturels (ici le cycle du carbone) prouvent l'existence de mécanismes de régulation où êtres vivants et géologie concourent à en stabiliser les paramètres.

La métaphore d'une Terre autorégulée peut conduire à des dérives religieuses, voire à la naïveté scientifique, notamment à propos de la question du nucléaire civil duquel Lovelock est partisan. En effet l'analogie utilisée par Lovelock ancre sa conception dans un paradigme spiritualiste et la simplicité de l'image a souvent donné lieu à une critique de méthode. Mais c'est surtout Anne Primavesi qui a, dans Gaia's Gift, montré le lien qui existe entre foi et écologie gaïenne, lien que Lovelock appelle de ses vœux et qu'il applique lui-même, dans sa façon de vivre, chez lui en Angleterre. Ce qu'il cherche, c'est un renouveau du sentiment mystique de la Terre-Mère, par opposition aux croyances actuelles matérialistes, reposant selon lui sur « un même socle de croyances religieuses et humanistes : la Terre est destinée à être exploitée pour le bien de l'humanité », et que la culture judéo-chrétienne a encouragé.

## Un constat de société

### Un renouveau philosophique
Le modèle biogéochimique est une volonté scientifique de fusionner les disciplines en vue de cerner le système-Terre, mais c'est aussi un constat et un pronostic pour la civilisation mondiale : « Notre civilisation se trouve dans la situation de celui que la drogue tuera, qu'il continue ou cesse brusquement d'en consommer » explique Lovelock. Il considère en effet la nature humaine comme étant « schizoïde », à l'instar du duo Dr Jekyll et M. Hyde de Stevenson. Le modèle de Lovelock, de scientifique, devient militant puisqu'il donne une nouvelle impulsion au mouvement de l'écologie profonde, qui appelle à un renouveau spirituel, mais aussi rationnel, vis-à-vis de l'environnement.
Les références philosophiques sont nombreuses dans les travaux de Lovelock. Ce dernier cite John Gray qui, dans Straw Dogs : Thoughts on Humans and Other Animals (2003), analyse les conséquences de la démographie comme étant le facteur premier de la tendance autodestructive de l'humanité. Lovelock cite également la philosophe Mary Midgley, qui, dans Science and Poetry (2001), met en garde contre le réductionnisme de la pensée scientifique, modèle opposé à l'hypothèse Gaïa. La séparation de l'esprit et du corps, amorcée dès René Descartes, a conduit selon lui à une vision réductionniste du monde et, de là, à son exploitation. Or, pour Lovelock, il est urgent de repenser le sens de l'homme dans la Nature, sans quoi celle-ci pourrait nous détruire, en réaction à notre activité destructrice. La « passion de la ville » est ainsi une absurdité ayant conduit l'homme à oublier son milieu. Les réformes et plans écologiques mondiaux sont également des pis-aller : le mythe du développement durable et les énergies alternatives sont des idéologies qui permettent de repousser le problème selon Lovelock et Margulis, problème qui demeure notre capacité d'adaptation de nos besoins à notre milieu, et non d'assujettissement du milieu à nos besoins. Reconnaître cette menace est la seule chose qui puisse mobiliser l'homme : « Tant qu'un danger réel et immédiat n'est pas perçu, la tribu n'agit pas à l'unisson » explique-t-il.

### Une critique de la croissance démographique

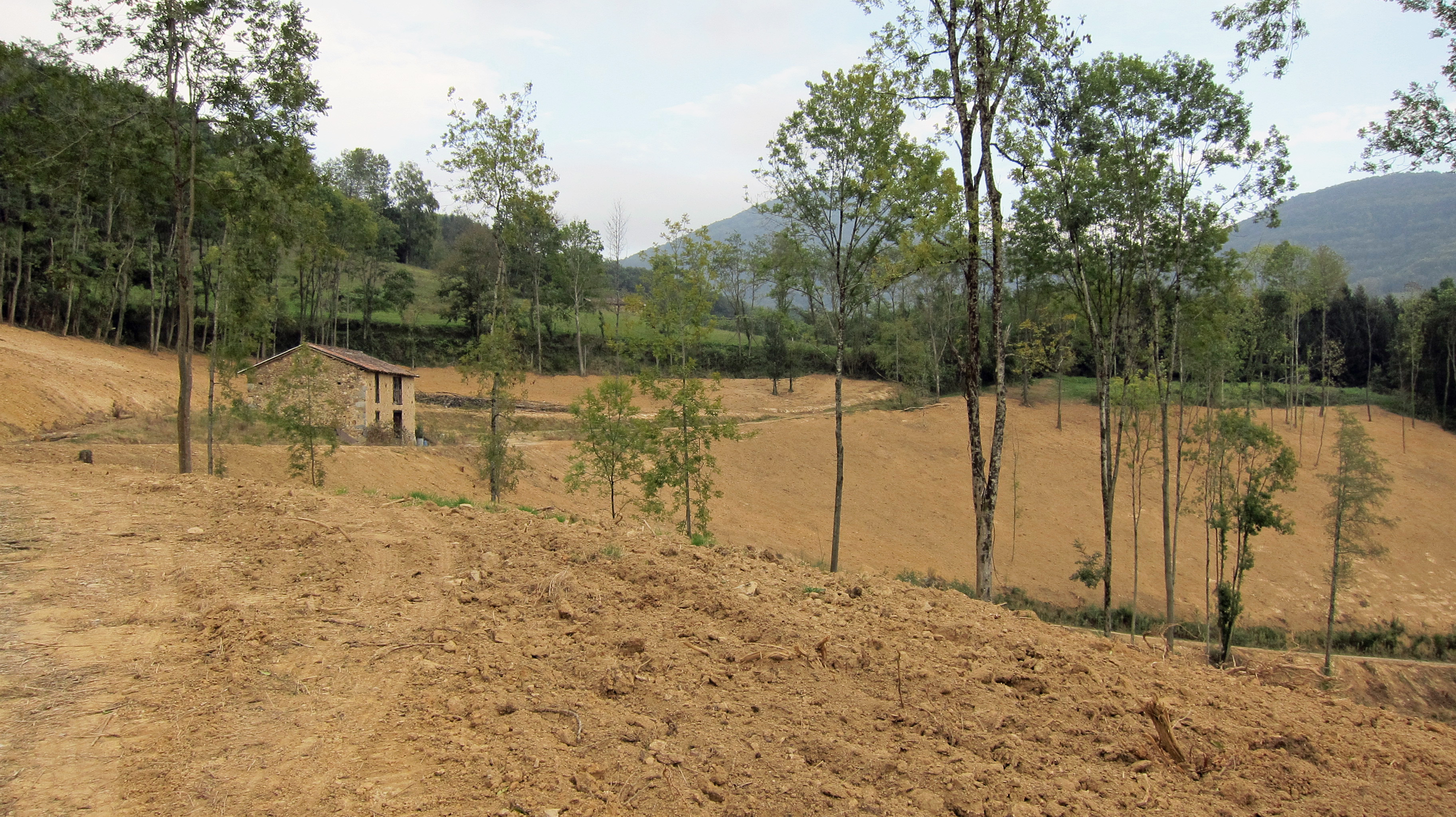
La déforestation détruit les mécanismes naturels de régulation.

Le principal problème est, pour Lovelock — et a contrario de la pensée commune — la démographie, cause de la pollution et de la surexploitation des ressources naturelles : 

« Les choses que nous faisons à la planète ne sont pas agressives et ne représentent pas non plus une menace géophysiologique, tant que nous ne les faisons pas à grande échelle. S'il n'y avait sur Terre que 500 millions d'humains, pratiquement rien de ce que nous faisons actuellement à l'environnement ne perturberait Gaïa. […] Ce n'est pas une simple question de surpopulation ; une forte densité de population causerait moins de perturbations dans les régions tempérées de l'hémisphère Nord que dans les tropiques humides. »

L'anthropisation peut, finalement, se résumer à la surpopulation qui détruit les mécanismes naturels de rétroaction négative, conduisant au dérèglement de la Terre : 

« Un slogan comme “la seule pollution, c'est la population” désigne une implacable réalité. La pollution est toujours affaire de quantité. Dans l'état naturel, il n'y a pas de pollution. […] Aucune des atteintes écologiques auxquelles nous sommes actuellement confrontés — la destruction des forêts tropicales, la dégradation des terres et des océans, la menace imminente d'un réchauffement de la planète, la diminution de la couche d'ozone et les pluies acides — ne constituerait un problème perceptible si la population humaine du globe était de 500 millions. »

Ses détracteurs ont ainsi taxé Lovelock de néomalthusianisme car il propose de revenir à des moyens de lutte démographique ou de régulation des naissances, sans toutefois ne jamais cautionner l'eugénisme.

### Une critique de l'écologie politique
Le modèle Gaïa s'oppose radicalement aux courants écologistes politiques actuels : « Les militants écologistes, les Églises, les politiciens et les scientifiques s'inquiètent tous des dégâts causés à l'environnement. Mais s'ils sont inquiets, c'est pour le bien de l'humanité » explique Lovelock qui vilipende souvent dans ses écrits les mouvements écologistes, accusés de perpétuer un anthropocentrisme naïf,. Lovelock les accuse de ne pas prendre le problème dans sa juste dimension scientifique, et de soutenir des points de vue sans fondements rationnels selon lui, tels la pollution par la radioactivité, l'efficacité des énergies renouvelables, la place du nucléaire civil enfin. « L'idéologie des écologistes nuit à la santé de la Terre » dit-il. Plus que tout, Lovelock taxe l'écologie politique de continuer à placer l'homme au centre des préoccupations liées au problème du réchauffement climatique. La position de Lovelock et de ses partisans a permis à des mouvements écologistes pronucléaires, comme le collectif Environmentalists For Nuclear Energy, d'asseoir leurs actions sur une base scientifique.

## Le fonctionnement de Gaïa

### Existence de contraintes physiques
Lovelock précise qu'avant même de comprendre le « fonctionnement » du système-gaïen, il est impératif de saisir le fait que la Terre est soumise à un ensemble de contraintes ou de limitations purement physiques.

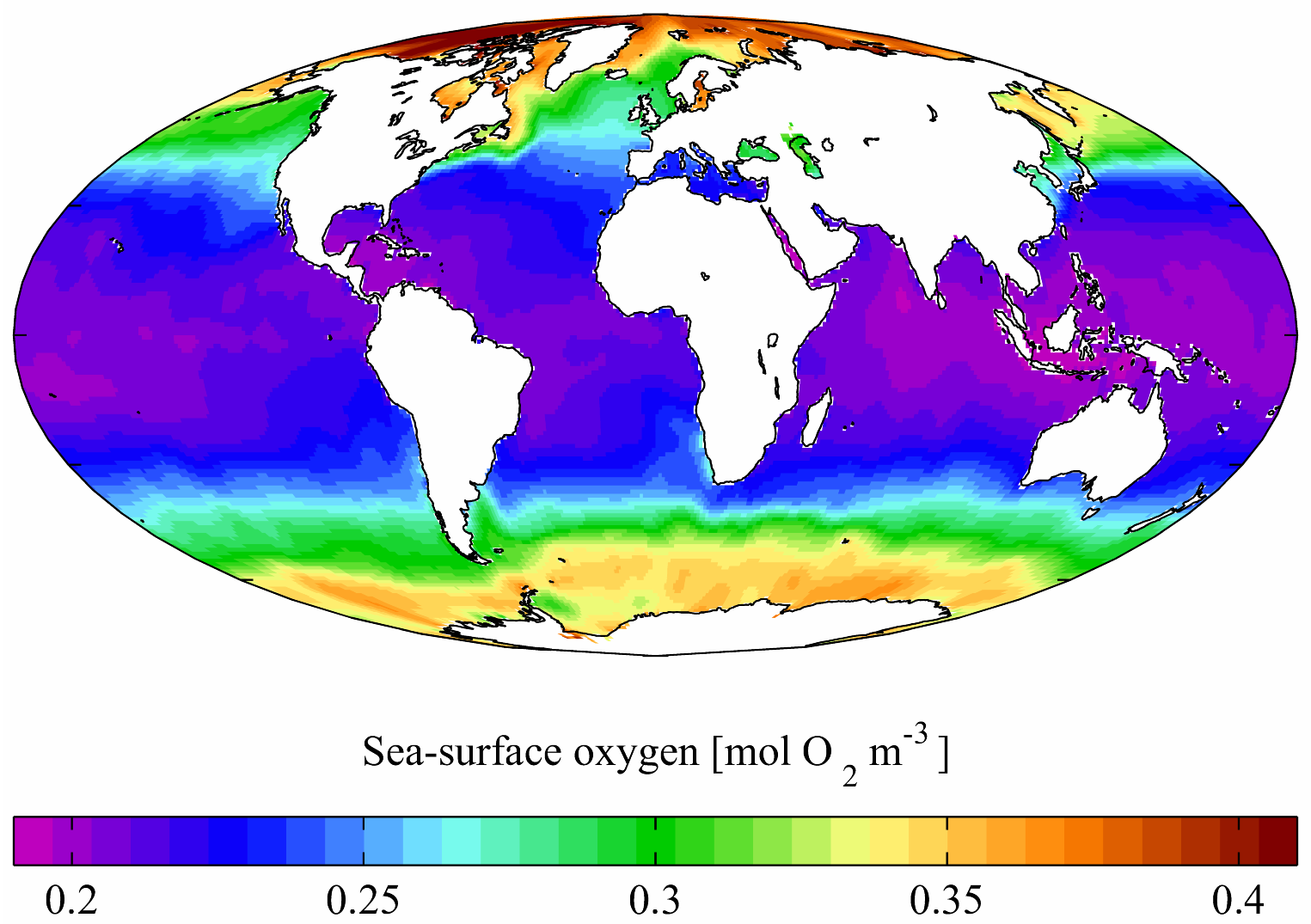
Mappemonde représentant l'oxygène dissous dans l'eau.

Par exemple, les populations biologiques obéissent à des règles limitatives sans lesquelles la vie aurait eu une croissance exponentielle empêchant toute régulation homéostatique. Il en est de même au niveau des cycles géochimiques et des autres « agents gaïens ». Lovelock parle de « paramètres globaux », et cite : le climat, la composition de l'atmosphère et celle des océans, la luminosité solaire, les propriétés de l'eau, la force géothermique etc. Néanmoins, ces contraintes environnementales dépendent de la tolérance des organismes eux-mêmes ; il existe par exemple une température minimale, maximale, et optimale pour la multiplication de tous les êtres vivants (hors quelques espèces extrêmophiles). Ce constat vaut également pour l'acidité, la salinité et la concentration de l'oxygène dans l'air et dans l'eau. « En conséquence, les organismes doivent vivre à l'intérieur des limites fixées par les propriétés de leur milieu ». En réalité, Lovelock démontre que pour l'essentiel la vie prospère entre 25 et 35 °C.
La formation de la couche de surface est également une forte contrainte sur la vie océanique ; les propriétés de l'eau limitent la multiplication des espèces au-delà d'une certaine densité. La salinité de l'eau est aussi un paramètre contraignant : un taux supérieur en sel de 8 % entraîne la mort de l'organisme. En somme, ces contraintes physiques imposées par les propriétés de l'eau ont un effet sur la croissance du vivant et déterminent le rapport entre cette croissance, la température, et la répartition de la vie sur Terre. Le contrôle par le système de la température, au moyen de quatre processus identifiés, est pour lui la preuve première d'une recherche d'un équilibre favorable à la vie. Mais le maintien d'une composition chimique stable est aussi important. Les conclusions d'Andrew Watson et de Tim Lenton ont montré les mécanismes régulant l'oxygène atmosphérique, permis par le rôle du phosphore. Les rôles du sélénium, du soufre et de l'iode sont également fondamentaux pour cerner la question. L'ouvrage de Lee Kump, James Kasting et Robert Crane, The Earth System, fournit l'état des connaissances actuelles sur les liens complexes qui unissent les algues, la production de soufre gazeux, la chimie atmosphérique, la physique des nuages et le climat.

### Les rétroactions positives
Le modèle informatique Daisyworld permet à Lovelock et Lee Kump de mettre en avant un phénomène de régulation automatique, et délicat à cerner : les rétroactions positives (positive feedback loop en anglais). Le modèle montre en effet que dans un scénario où l'écosystème propre aux algues subit une agression, les fluctuations s'amplifient sous l'effet d'une rétroaction positive — une augmentation soudaine, de la température moyenne le cas échéant. Lovelock pense alors que tout apport de chaleur, quelle qu'en soit la source, sera amplifié, sans qu'aucune résistance ne s'y oppose ; la température joue donc un rôle dynamique fondamental, en plus de permettre un diagnostic de l'état du système global. Les rétroactions positives empirent un système, en empêchant une stabilisation en retour, au contraire des rétroactions négatives, qui conduisent à contrebalancer les premières.
Lovelock énumère six rétroactions positives, ou rétroactions anti-gaïennes selon la terminologie de James Kirchner à l'œuvre sur le globe :
1. l'albédo de la glace : la fonte de la couverture neigeuse entraîne à son tour un réchauffement qui accélère le processus. Lovelock cite ainsi l'effet Budyko, du nom du géophysicien russe Mikhail Budyko[note 16] qui en découvrit la propriété. Tyler Volk a étudié le rôle des couches de glace dans le processus de refroidissement planétaire ;
2. la vitesse d'absorption du dioxyde de carbone et la génération des stratus marins, nuages blancs océaniques à fort pourvoir réflecteur. Toute augmentation sans compensation conduit à une impossibilité de réguler le système
3. la disparition des surfaces de forêts tropicales, due à l'augmentation de température globale, et qui met à mal le mécanisme de refroidissement des terres ;
4. l'augmentation des surfaces des forêts boréales de Sibérie et du Canada qui, au contraire, absorbent la chaleur en raison de leur couleur sombre ;
5. la libération du dioxyde de carbone (Tyler Volk[122]) et du méthane (Keith A. Kvenvolden et Bruce W. Rogers[123]) dans l'atmosphère après la disparition des écosystèmes propres aux forêts et aux algues ;
6. la libération des stocks de méthane (gaz à effet de serre vingt fois plus puissant que le gaz carbonique) enfermés dans les clathrates des cristaux de glace enfin.

Il en existe d'autres ; Lovelock pense également que certains mécanismes de rétroaction positive restent à découvrir. La vitesse de réchauffement planétaire est actuellement la démonstration d'une rétroaction positive. Il existe aussi à l'état naturel des « puits de dioxyde de carbone » qui dissolvent le CO2 dans l'eau de pluie, mais le processus peut aboutir à une rétroaction positive dangereuse ; Lovelock cite aussi les tempêtes tropicales qui permettent aux algues de prospérer.

### Le mécanisme de régulation

#### La biosphère: le résultat d'une écoévolution

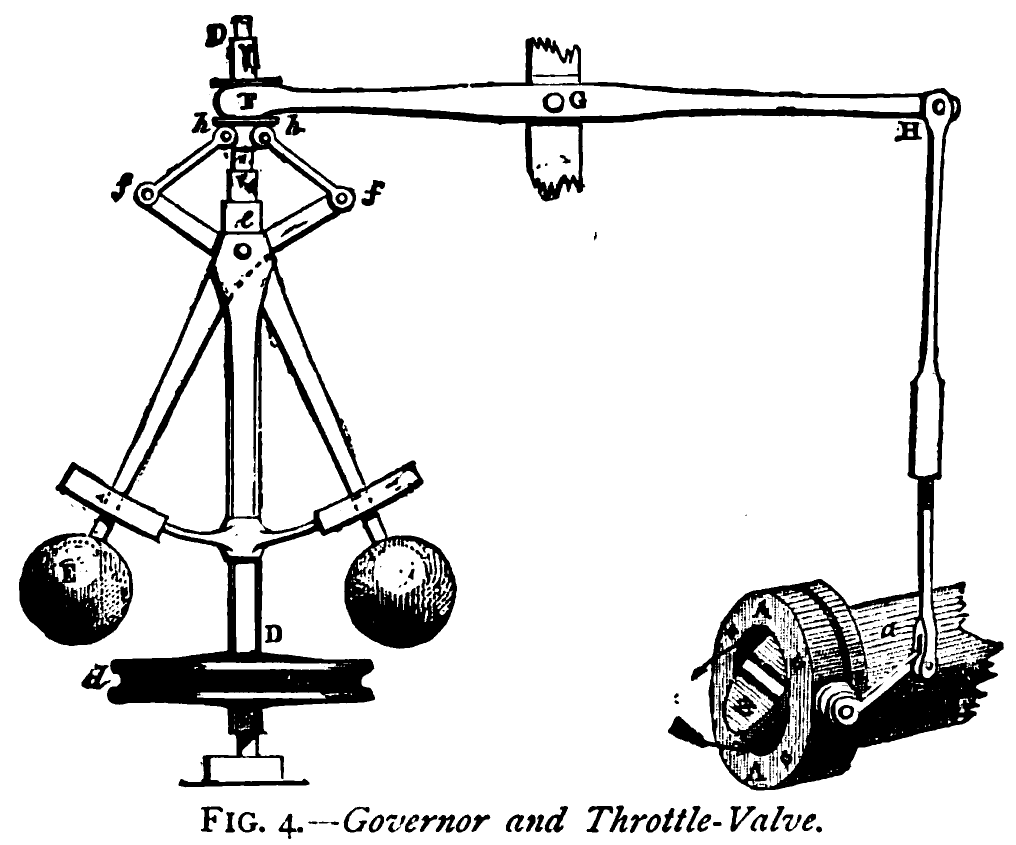
Le régulateur à boules de James Watt démontre, selon Lovelock, la simplicité des mécanismes de régulation.

Lovelock insiste constamment sur le fait que le mécanisme de régulation possède deux faces complémentaires et indissociables : d'une part l'évolution géophysique et d'autre part l'évolution biologique. La régulation est ainsi le fruit de cette double évolution, ou « écoévolution ». Le cas de l'azote est exemplaire selon Philippe Bertrand, ainsi que celui de la diversité des concentrations du dioxyde de carbone dans l'atmosphère, véritable « respiration de la Terre » découverte par le modèle géobiochimique. Afin de prendre en compte les deux domaines, le géologique et le biologique, Lovelock préfère expliquer que ce sont les niches écologiques qui évoluent, et que les organismes vivants négocient leur occupation de celles-ci.
Par ailleurs, un tel mécanisme échappe souvent à l'expérience scientifique : seule l'intuition permet de l'appréhender. Si on peut mettre en lumière des fonctionnements globaux, on ne peut, explique Lovelock — mais aussi Joël de Rosnay, l'un des théoriciens de la systémique — en attendre une image précise, en raison du fait que le système évolue et redistribue les mécanismes, qu'il en est une propriété émergente. Lovelock prend en exemple le régulateur de vitesse de James Watt : une étude causaliste de celui-ci n'aboutirait qu'à n'en comprendre qu'en partie le mécanisme. Un tel mécanisme ne se fonde pas sur le modèle classique cause-effet, a fortiori lorsque ce modèle est à l'échelle de la planète. L'écologue prend ainsi comme acquis que le modèle holistique explique des phénomènes que la science linéraire ne peut appréhender ; en cela, l'hypothèse Gaïa s'ancre dans un courant de pensée controversé, au sens où ses axiomes épistémologiques ne font pas consensus au sein de la communauté scientifique.

#### Biographie rapide de Gaïa
Pour comprendre le mécanisme de régulation de Gaïa, Lovelock prend en exemple la biographie de la Terre, révélatrice à plus d'un titre. L'état des connaissances géologiques et phylogénétiques est tel que l'on peut restituer précisément le lent développement d'une intention stabilisatrice de la part de l'écosphère, et ce tout au long de l'histoire de la planète. Les mécanismes gaïens proposés concernent surtout la période paléoclimatologique de l'Archéen (−3 800 millions d'années) et concernent la régulation du soufre, de l'oxygène, celle du méthane et du dioxyde de carbone.
Dans Les Âges de Gaïa (1988) Lovelock postule qu'à l'origine c'est l'incroyable chaleur qui a permis l'émergence de la vie, via le rôle des organismes méthanogènes, premiers agents gaïens qu'utilise la Terre pour réguler la teneur en gaz. Il remarque que cette idée tend aujourd'hui à s'imposer parmi les géochimistes. La Terre a ensuite modifié l'atmosphère dans laquelle le dioxyde de carbone a remplacé le méthane comme élément dominant — elle a ainsi cherché à évoluer vers un état stable. L'apparition de l'oxygène ensuite (sorte de puberté de la Terre) a permis l'éclosion de la vie, sous la forme des eucaryotes ; par ailleurs ce gaz a permis de conserver les océans en empêchant la fuite de l'hydrogène dans l'espace. La planète a ensuite vu une alternance de périodes chaudes et froides, sorte de succession d'expériences destinées à stabiliser définitivement l'atmosphère propice à la vie. La Terre a donc fait preuve d'auto-régulation (self-regulation en anglais) et ce depuis ses débuts.

Dès lors la phylogénèse multiplie, via la sélection naturelle et les niches écologiques, les espèces vivantes. Les grands cycles naturels permettent de réguler cet état d'équilibre, notamment en participant au processus capital de refroidissement. Le but de Gaïa est principalement de réguler la chaleur solaire, néfaste à la vie à partir d'un certain seuil, afin de permettre l'épanouissement du Vivant, par les nuages, par les calottes polaires et glaciers, par l'océan et les forêts enfin.
Néanmoins, récemment dans son histoire, la Terre est confrontée à une augmentation de 0,5 °C de la chaleur du Soleil. La période géologique du pléistocène, faite d'une alternance de glaciations, témoigne d'un ultime effort de sa part pour réguler cette température. Lovelock et Michael Whitfield ont ainsi calculé en 1981 que dans moins de cent millions d'années, la chaleur solaire sera trop forte pour le système de régulation terrestre, et celui-ci tombera fatalement en panne,. Forcée d'évoluer vers un état plus chaud, elle abritera une autre forme de biosphère.
L'homme accélère ainsi le processus, qui n'est pas de son seul fait, en détruisant les forêts et en relâchant des gaz à effet de serre. Lovelock conclut que « Gaïa est en train d'évoluer, conformément à ses règles propres, vers un nouvel état dans lequel nous ne serons plus les bienvenus. »

## Perspectives et solution selon l'hypothèse Gaïa

### Vers une Terre aride

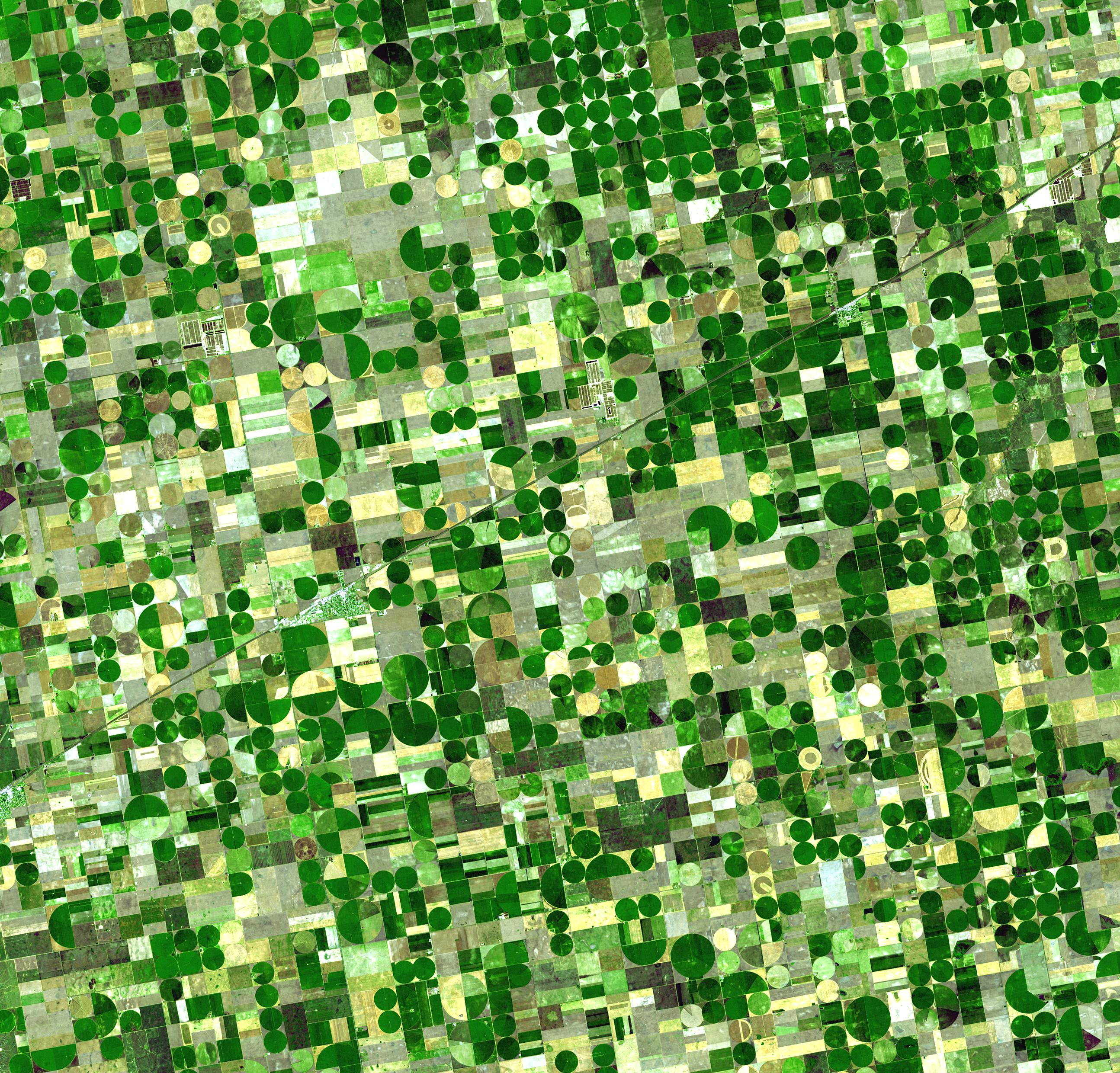
L'agriculture (ci-dessus : vue par satellite de cultures dans le Kansas aux États-Unis) et l'exploitation des surfaces naturelles conduisent à diminuer l'efficacité des mécanismes de régulation terrestres.

Le danger auquel la civilisation s'expose est multiple selon le modèle biogéochimique : toutes les activités humaines tendent à aggraver la situation, et en premier lieu l'agriculture, véritable agression de la croûte terrestre et aux répercussions profondes : « Les écosystèmes naturels ne sont pas seulement là pour être transformés en exploitations agricoles ; ils servent également à préserver le climat et l'équilibre chimique de la planète. »,
La déforestation est en second lieu l'enjeu fondamental posé par l'écologie gaïenne. En effet, la forêt régule la chaleur ; la déforestation, en plus de libérer d'énormes quantités de CO2 (par la combustion de zones forestières) perturbe le système de régulation thermique mondial. Pour appréhender cette réalité, Lovelock propose de « […] chiffrer la valeur des forêts comme climatiseurs en évaluant le coût annuel de l'énergie nécessaire pour obtenir mécaniquement un refroidissement comparable »,.
Les conséquences de ces deux mécanismes anthropiques est une Terre aride, qui pourrait culminer à une température de +4 °C à +5 °C d'ici la fin du siècle. Le point de non-retour étant dépassé pour Lovelock, seule l'inertie du réchauffement produit peut être gérée, notamment par un « repli durable » (sustainable retreat en anglais), vers une civilisation basée uniquement sur l'énergie nucléaire.

### La question de l'énergie
Les énergies alternatives étant vue par Lovelock comme gourmandes en matières premières (et donc polluantes en CO2 lors de la fabrication), il recommande comme solution immédiate, contre les revendications écologistes politiques, de se tourner vers le nucléaire civil, qui serait seule source énergétique stable, non polluante et capable de donner à la civilisation le temps de repenser sa conduite. L'énergie nucléaire provenant de la fission émet certes des déchets mais ne rejetterait pas massivement de polluants. La fusion serait davantage préférable car alors il n'y aurait plus de déchets radioactifs, puisque ceux-ci sont recyclés comme combustibles pour le réacteur thermonucléaire. Lovelock prend ainsi la France comme modèle de société et qui a su très tôt se tourner vers cette énergie. La France développe par ailleurs les premiers réacteurs à fission de génération III (ou EPR) : « Le cas de la France est exemplaire : le nucléaire subvient à une partie importante de ses besoins énergétiques. »,

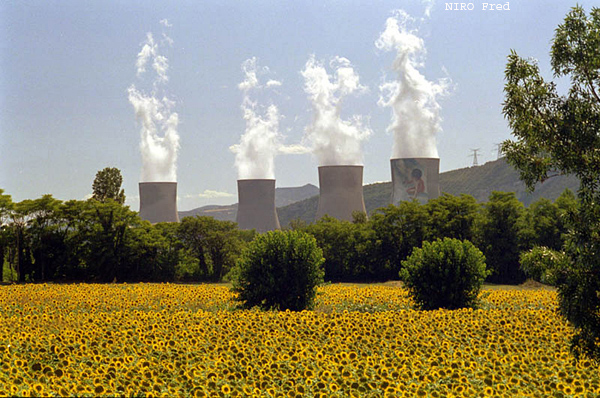
Les centrales nucléaires sont selon Lovelock le seul espoir pour limiter les dégâts écologiques.

James Lovelock considère que cette source d'énergie est suffisamment fiable, peu coûteuse en regard de l'installation des énergies renouvelables, et permettrait de disposer du temps nécessaire pour développer une autre façon de vivre. Par ailleurs, une technologie propre non nucléaire reste un produit économique, qui nécessite plusieurs années avant d'être démocratisée et accessible à tous, or la sécurité de la civilisation requiert un plan d'urgence efficace. Lovelock y voit donc « un moindre mal », qui permettrait par ailleurs de continuer à soutenir notre économie et notre industrie, très dépendante de l'énergie électrique. Le nucléaire, quelle que soit sa forme, permet d'entamer le « repli durable », que le scientifique oppose au « développement durable », concept erroné selon lui car politique et non-scientifique, anthropocentrique également : « il est beaucoup trop tard pour le « développement durable » ; nous devons opter au contraire pour un repli durable ». Le but immédiat est de stabiliser l'inertie issue du réchauffement climatique, en repensant notre façon de vivre : « Nous ne sommes pas obligés de devenir des saints, mais seulement de parvenir à un état d'égoïsme éclairé. ».
Néanmoins le débat reste ouvert, et vif, entre scientifiques partisans du nucléaire civil seul et généralisé et scientifiques partisans des énergies renouvelables.

### Protéger la civilisation et «guérir la Terre»
Nombre de critiques, comme Richard Dawkins ou de responsables politiques écologistes, ont pointé du doigt la misanthropie du modèle gaïen, qui ne cesse d'appeler à la réduction démographique, voire, sous certains côtés, à la disparition de l'homme. Cependant, Lovelock, s'il reconnaît vouloir endiguer les masses, souhaite finalement protéger la civilisation : « l'espèce humaine est une sorte de maladie planétaire. Mais la civilisation, elle, est en danger. Et c'est la civilisation qui nous rachète et fait de nous un atout précieux pour la Terre. ». Selon lui, il nous faut « bouleverser nos dispositions de cœur et d'esprit ». Son ouvrage Gaïa. Une médecine pour la planète se veut destiné à fonder une civilisation future, plus responsable et davantage en harmonie voire en symbiose technologique avec son milieu : « Dans cet ouvrage médical d'un genre nouveau, c'est la Terre qui est le patient. Oublions l'homme, ses droits, ses inquiétudes et ses souffrances, et préoccupons-nous plutôt de notre planète, qui est peut-être malade. Nous sommes partie intégrante de cette Terre et ne pouvons donc pas envisager nos problèmes séparément. Nous sommes tellement liés à la Terre que ses rhumes et ses fièvres sont aussi les nôtres. », conception également développée par Lynn Margulis dans Symbiotic Planet: a new look at evolution (1998).
James Lovelock et Chris Rapley ont proposé diverses solutions pour agir sur la déstabilisation des cycles de régulation. La principale est à l'échelle du Globe et consiste à fertiliser le plancton de l'océan supérieur en faisant remonter les eaux riches en nutriments des profondeurs par des tubes grâce au mouvement des vagues,. Dans un article pionnier, intitulé « A geophysiologist's thoughts on geoengineering » (2008) Lovelock suggère une nouvelle discipline scientifique, issue du modèle biogéochimique : la géoingénierie et qui consiste à modifier globalement certaines rétroactions. La première action doit selon lui porter sur l'albédo planétaire mais la synthèse alimentaire est aussi un axe à privilégier.

## Principaux détracteurs

### Critique de l'hypothèse: James Kirchner
James Kirchner, d'abord partisan de Lovelock, va s'évertuer, dès 1988, à démontrer l'inconsistance implicite et la polysémie de l'analogie gaïenne, qui souffre de l'absence d'une hypothèse de travail claire. Kirchner souhaite repositionner le modèle biogéochimique au sein de l'Earth system science ; Lovelock a décrit selon lui une métaphore séduisante à ses débuts mais qui a des limites. Il publie ainsi, répondant à chaque fois aux ouvrages de Lovelock, l'article « The Gaia hypotheses: are they testable? Are they useful? » et un écrit au ton pamphlétaire, édité dans Reviews of Geophysics et titré « The Gaia Hypotheses, Can it be tested? ».
Par ailleurs, d'après lui, Lovelock pèche surtout dans son incapacité à définir clairement un cadre épistémologique ; il lui reproche en somme un manque de rigueur scientifique qu'il résume dans une lettre à la revue Nature en disant : « Si nous discutons de la théorie de Gaïa sans préciser de quelle hypothèse nous parlons, nous pouvons créer pas mal de confusion ». Le modèle ne repose en effet pas sur des postulats réfutables au sens de Karl Popper,. D'autres scientifiques ont cependant récusé le recours à la méthode de Popper, qui ne prouve rien dans le domaine biologique. Lors de la première conférence Chapman de l'Union géophysique américaine, en 1988, Kirchner décompose l'hypothèse en cinq domaines de précision ou non, qu'il réunit ensuite en deux catégories épistémologiques : les hypothèses faibles (« weak Gaia ») : Gaïa influente, Gaïa coévolutionnaire, Gaïa homéostatique, et les hypothèses fortes (« strong Gaia ») : Gaïa téléologique, Gaïa optimisante. Il s'attaque ainsi aux cinq sous-hypothèses fondant le modèle Gaïa et en démontre l'inconsistance scientifique au plan expérimental comme au plan épistémologique.

### Opposition au principe d'écoévolution: W. Ford Doolittle

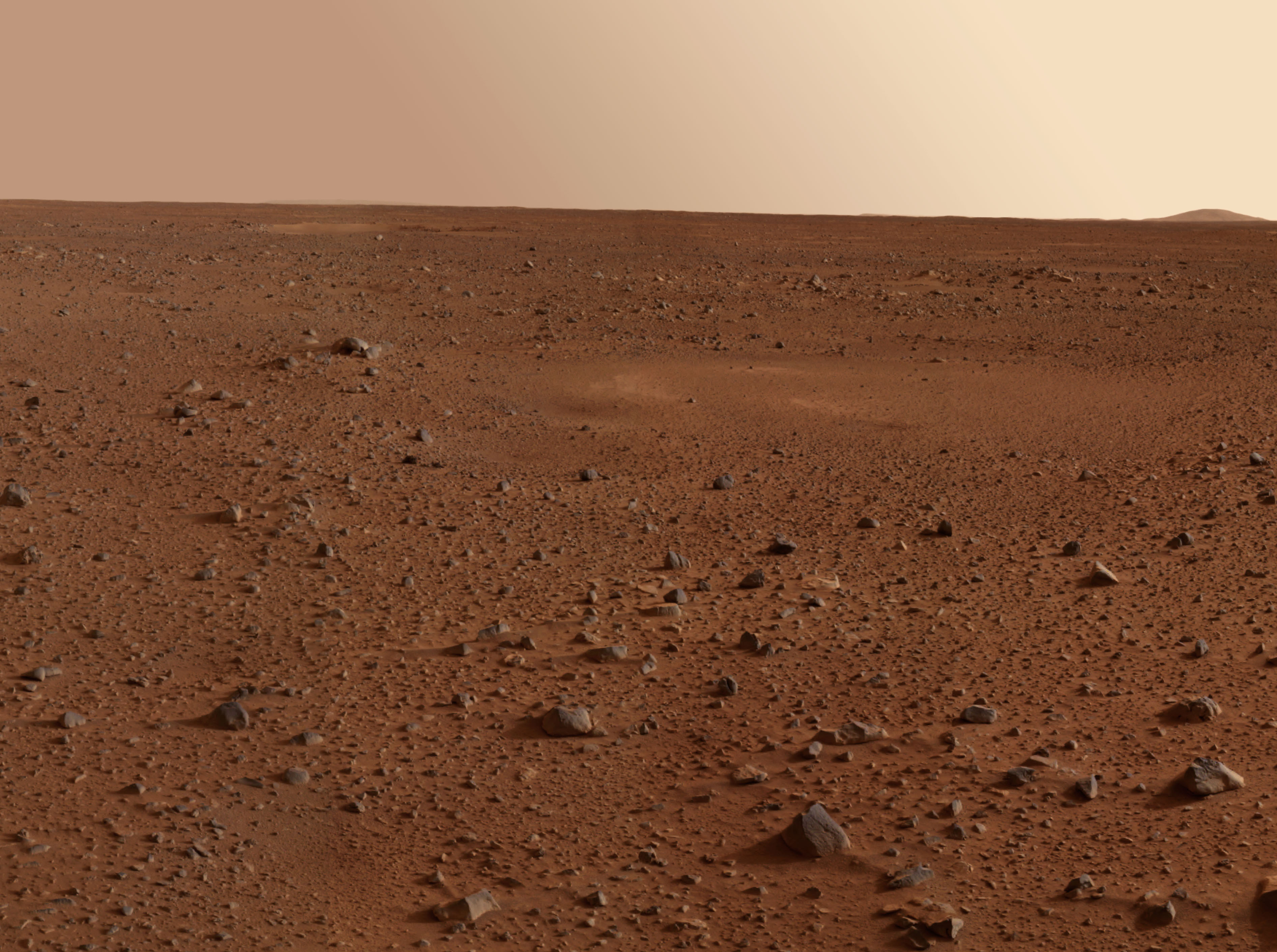
La stérilité de Mars, en dépit de l'existence de mécanismes d'autorégulation, tend à infirmer l'hypothèse de Gaïa.

Les opposants à ce point de vue indiquent que les êtres vivants dans le passé ont eu des effets majeurs d'évolution plutôt qu'un effet stabilisant : par exemple la conversion de l'atmosphère terrestre depuis un milieu réducteur en un milieu riche en oxygène. Des réactions d'autorégulation du même type ont été observées sur Mars par deux des trois expériences de la sonde Viking alors qu'il n'a pas été possible de conclure à la présence de vie sur Mars. Par conséquent, une régulation globale peut exister sans l'intervention de la biosphère. Pour le néodarwiniste W. Ford Doolittle, dans son article Is Nature really motherly? (1981), Lovelock échoue à expliquer pourquoi les conditions de la planète Terre sont drastiquement différentes de celles d'autres planètes comme Mars et, en cela, il commet une erreur dans son approche du processus de régulation.
Selon Doolittle, rien dans le génome des organismes ne peut fournir des mécanismes de rétroaction profitable au système-Terre, critique reprise par Richard Dawkins dans son ouvrage The Blind Watchmaker (L'Horloger aveugle) qui explique : « there was no way for evolution by natural selection to lead to altruism on a Global scale » (« il ne peut, au sein de la sélection naturelle, y avoir une évolution menant à un altruisme sur une échelle globale »).
Il conclut : « J. Lovelock ideas are inconsistent with everything we now think we know about the evolutionnary process ». En 1982, Richard Dawkins et W. Ford Doolittle avancent l'idée, par opposition à la notion d'écoévolution, que rien dans la sélection naturelle ne peut permettre de dire qu'il existe un altruisme à grande échelle des espèces, sentiment qui expliquerait selon Lovelock la participation de la biosphère aux processus globaux. Enfin Doolittle explique que la métaphore utilisée par Lovelock est avant tout écologique et non liée à la sélection naturelle.

### Conflit avec le néodarwinisme: Richard Dawkins et S. J. Gould

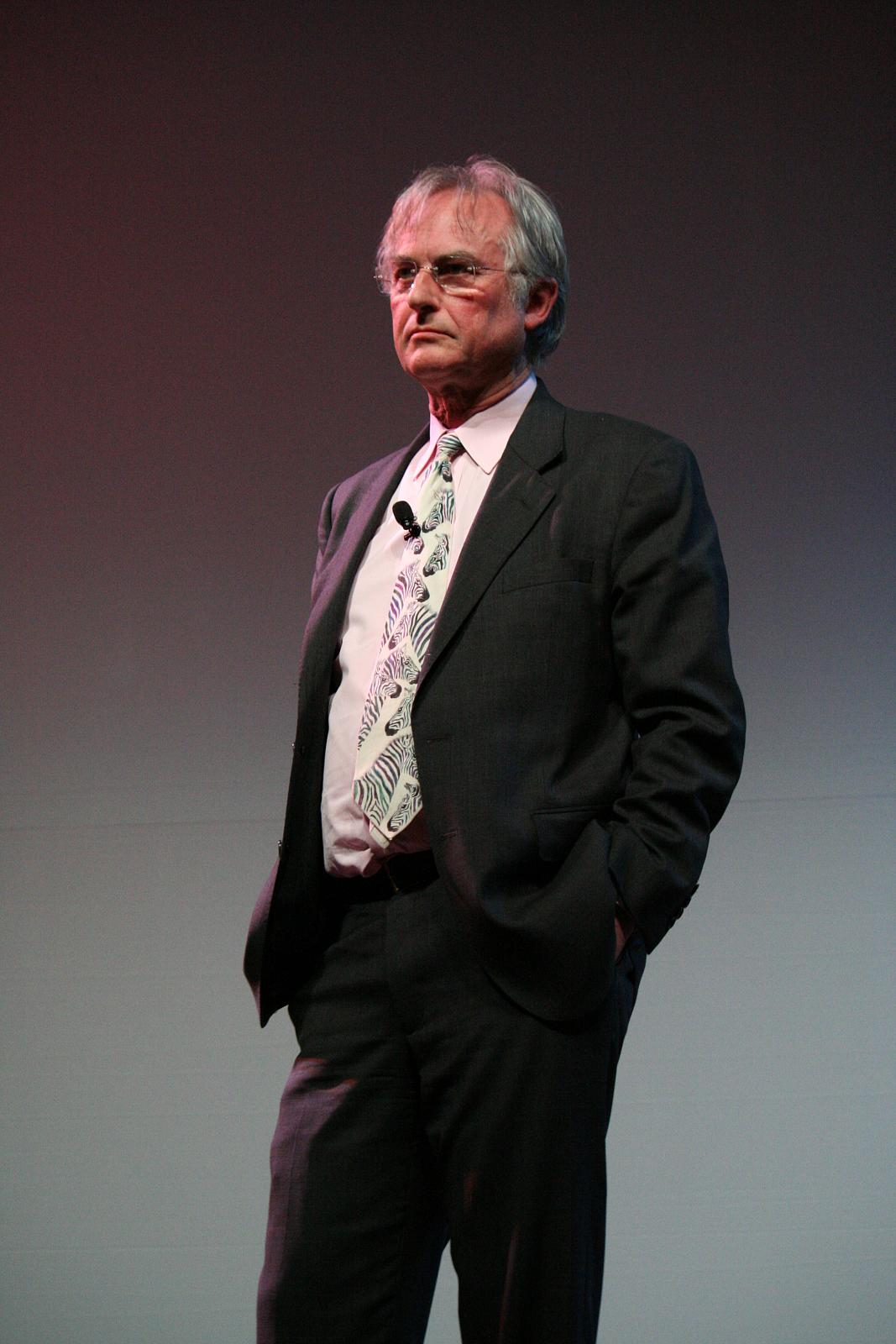
Richard Dawkins, principal détracteur de l'hypothèse Gaïa.

Le conflit épistémologique majeur concerne le néodarwinisme. Plusieurs biologistes accepteraient le type d'homéostasie du monde virtuel Daisyworld, mais ne considèreraient pas la biosphère comme ayant les caractéristiques d'un véritable organisme. Les détracteurs du modèle, pour le paradigme concernant la théorie de l'évolution, sont principalement le généticien Richard Dawkins et le paléontologue Stephen Jay Gould.
Richard Dawkins, dans The Selfish Gene (traduit en français : Le Gène égoïste), The Blind Watchmaker et The Extended Phenotype, insiste sur le fait que la planète n'a que peu de ressemblances avec un organisme vivant, et qu'il lui manque en particulier les notions de « compétition », de « prédation » et de « pression de sélection » pour en faire un organisme au sens de la sélection naturelle. Il la voit plutôt comme un système vaguement homéostatique, sans aucun des réglages fins et efficaces qui caractérisent les organismes vivants du monde biologique, lesquels sont issus de la compétition cumulée sur plusieurs générations. Pour lui, ce sont les gènes qui contrôlent l'évolution de la vie et non pas le système gaïen. Les gènes seraient regroupés dans une molécule plus générale, le réplicateur. La critique principale de Dawkins porte sur le fait que le modèle gaïen se rapproche d'une pseudo-science car il se fonde sur une vision téléologique, d'inspiration religieuse.
Stephen Jay Gould et ses successeurs ont développé l'idée que la biomasse initiale (bactérienne et virale) ne rend pas la planète plus « hospitalière » pour elle-même, mais crée, en émettant des gaz issus de sa physiologie et en proliférant, les conditions qui, à leur tour, permettent l'apparition de formes de vie moins simples et moins résistantes (eucaryotes, pluri-cellulaires, etc.) lesquelles, à leur tour, constituent et modifient les milieux dans un sens qui permet l'apparition de nouvelles formes de vie de plus en plus complexes et fragiles. Jusqu'à ce qu'un événement endogène (tectonique, volcanique, biochimique, etc.) ou exogène (astronomique, météoritique, solaire) vienne recréer des conditions plus rudes, dans lesquelles seules survivent les espèces extrêmophiles (en grande majorité unicellulaires) : ce sont les phases d'extinction de masse décrites dans la théorie des « équilibres ponctués »,. Dans cette théorie, la prolifération d'une seule espèce au détriment des autres peut être un facteur endogène d'extinction. Enfin, l'hypothèse n'est pour lui qu'une nouvelle façon de représenter la théorie biogéochimique réductionniste telle qu'elle existait au XIXe siècle.

## Développement du modèle Gaïa en écologie

### Sur les pratiques écologiques
Le postulat gaïen de la coévolution a permis l'apparition de nouvelles pratiques environnementales et agronomiques dans lesquelles le biote et le milieu sont considérés en interaction.
Bill Mollison, fondateur de la permaculture considère que la pratique d'une agriculture adaptée et respectueuse de son milieu repose sur la compréhension du phénomène d'écoévolution. L'apport de l'hypothèse Gaïa y est surtout éthique.
L'agriculture et la pisciculture Gaïa se fondent sur l'hypothèse de James Lovelock et sur l'agriculture Naturelle de Masanobu Fukuoka. Elle « permet une hyper productivité alimentaire afin de supporter la croissance démographique des 9 milliards d'êtres humains en 2050 ». L'objectif du projet Gaïa est de créer et/ou recréer la couche arable pour une agriculture saine et naturelle.
Il existe également un écovillage nommé The Lovelock Village près d'Amarillo, au Texas.

### En écologie profonde

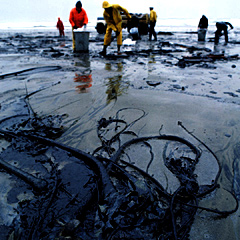
Certains mouvements de l'écologie profonde s'appuient sur un sentiment religieux que l'hypothèse Gaïa peut alimenter.

Le modèle de Lovelock a eu un puissant retentissement sur la discipline de l'écologie ; permettant notamment un renouveau de l'écologie profonde (« deep ecology » en anglais) selon Arne Naess, principal théoricien du courant,, courant fondé sur une spiritualité prônant la communion avec la nature, et sur une modification profonde des modes d'action sur les milieux.
Un étudiant de Lovelock, Stephan Harding, a contribué à étudier dans son livre Animate Earth: Science, Intuition, and Gaia les rapports entre l'écologie profonde et les apports scientifiques du modèle gaïen. Cette proximité est extrêmement forte d'après Anne Barbeau Gardiner.

### En écologie politique
L'hypothèse permet aussi une nouvelle approche de l'écologie politique.
Ainsi, Tim Flannery, en 2007, dans Les Faiseurs de pluie. Comprendre et préserver l'équilibre climatique, établit un bilan du problème planétaire du changement climatique au niveau des divers domaines écologiques, économiques ou politiques. Flannery se réfère, dès le premier chapitre, « Les outils de Gaïa », à l'hypothèse de Lovelock et conclut comme lui que le danger pour la civilisation est sous-estimé, notamment par le GIEC.
Lovelock salue ce livre (« le rapport de référence pour les années à venir » dit-il), également recommandé par Al Gore.

### L'hypothèse Médée
L'« hypothèse Médée » du paléontologue américain Peter Ward s'oppose à l'hypothèse Gaïa. L'ouvrage The Medea Hypothesis: Is Life on Earth Ultimately Self-Destructive? (2009) constitue une réfutation en règle du modèle de Lovelock ; pour Ward, au lieu de tendre vers la stabilité, la vie serait en quelque sorte suicidaire, comme Médée dans la mythologie grecque. La biosphère tendrait à redevenir le domaine des organismes microbiens et unicellulaires, dénués de complexité. Ward se fonde sur les nombreuses extinctions de masse en démontrant qu'à chaque fois la vie est retournée à une forme simple.
Par ailleurs, pour Ward « Life is toxic » (« la vie est toxique ») et elle cause la majorité des problèmes à la Terre. On parle, à propos de l'hypothèse Médée, d'une théorie « anti-Gaïa ».

## Hypothèse Gaïa et culture

### Spiritualité
Les théories Gaïa constituent un ensemble de croyances qui font suite au modèle de Lovelock. Celui-ci s'en est désolidarisé dès le début. Ces croyances s'appuient sur le renouveau de l'image d'une Nature divinisée, au travers d'un paganisme empreint d'un esprit de communauté.
Combinant l'émergentisme et l'holisme, ces conceptions considèrent que les organismes vivant sur Terre ont modifié sa composition et que l'apparition d'une atmosphère contenant une forte concentration d'oxygène (au début, simple déchet des algues bleues, puis à son tour moteur d'un autre type de vie, la « vie aérobie ») en est un exemple typique. Une position intermédiaire consiste à considérer la Terre comme un organisme auto-organisé, qui fonctionne de telle façon que le système conserve un équilibre favorable à l'apparition de la vie et de l'intelligence. Certains émettent l'hypothèse que le système « manipulerait » consciemment le climat afin de maintenir les conditions les plus favorables à la vie, en d'autres termes que le mécanisme serait de type « intentionnel » et non de type « causal ». L'approche spiritualiste de l'hypothèse Gaïa forme une abondante littérature.
Depuis 1998, le Professeur en psychologie expérimentale Roger D. Nelson, par l'intermédiaire de son Global Consciousness Project, étudie, au sein de l'Université de Princeton, l'hypothèse d'un état de conscience globale planétaire, par l'utilisation de la technique de Générateur d'Évènements Aléatoires (GEA - ou Générateur de Nombres Aléatoires (GNA)).
Les ouvrages associant l'idée d'une Terre vivante et divine et l'écoféminisme sont nombreux.
Au XXe siècle le spécialiste des mythes, Joseph Campbell, considère l'actualité de la conception d'une Terre vivante dans les mentalités modernes comme un besoin de retour au sens de la vie. Carl Sagan, qui a édité le premier article de Lovelock sur Gaïa, en 1989, dans sa revue Icarus, a perçu la vertu salvatrice de la théorie Gaïa pour la civilisation.
Hors de la science, les idées de Lovelock ont, en raison de leur originalité, une forte répercussion sur les courants spiritualistes comme le New Age. Un partisan de Lovelock, le géologue néerlandais Peter Westbroek, dénonce « une ingérence intolérable » des spiritualités au sein du modèle gaïen, dans son article « Let's reclaim Gaia for science » (2000),.
Fritjof Capra, dans The Web of Life, utilise l'analogie de Gaïa pour expliquer l'émergence de la sphère virtuelle inhérente au Web. Il se fonde surtout sur les recherches de Lynn Margulis : « The basic pattern of life is a network. Whenever you see life, you see networks. The whole planet, what we can term 'Gaia' is a network of processes involving feedback tubes. And the world of bacteria is critical to the details of these feedback processes, because bacteria play a crucial role in the regulation of the whole Gaian system ».

### Musique
Un oratorio, du compositeur américain Nathan Currier, intitulé Gaian Variations fut joué lors du Jour de la Terre en 2004 au Lincoln Center, par le Brooklyn Philharmonic. Des textes de James Lovelock, Loren Eiseley et de Lewis Thomas y furent lus.
Un groupe de heavy metal et de folk rock appelé Mago de Oz a composé deux chansons : Gaia et La Vengaza de Gaia, qui évoquent les conclusions de Lovelock. Le groupe The Disco Biscuits de Philadelphie mentionne Gaïa plusieurs fois dans sa chanson Jigsaw Earth de leur album de 2002 Senor Boombox.
Nightwish, un groupe de metal symphonique, fait référence à « Mother Gaïa » dans sa chanson Planet Hell.

### Cinéma
Certains films catastrophes exploitent l'idée de Lovelock : Alerte ! de Wolfgang Petersen décrit ainsi la contamination de l'humanité par un virus que la Nature produit pour se débarrasser de l'homme, intrigue également utilisée dans Phénomènes de M. Night Shyamalan. Dans le film Avatar de James Cameron, sur la planète Pandora, toutes les espèces sont reliées entre elles et à la Nature, incarnée par une entité au nom transparent d'Eywa. Le film d'animation Final Fantasy : Les Créatures de l'esprit d'Hironobu Sakaguchi (2001) reprend dans sa trame cette théorie.
L'hypothèse de Lovelock étant de plus en plus connue pour le grand public, les documentaires destinés à sensibiliser les consciences se multiplient. David Attenborough a ainsi produit, en deux volets, La Planète vivante. James Lovelock apparaît plusieurs fois dans le documentaire écologique de Pierre Barougier, Nous resterons sur Terre (2007).

### Dessins animés
La série d'animation japonaise Serial experiments Lain fait référence à l'hypothèse Gaïa dans l'épisode 9 (Protocol), en s'appuyant sur les résonances de Schumann. Dans Origine (銀色の髪のアギト, Gin-iro no kami no Agito, Agito aux cheveux d'argent), film d'animation japonais de Keiichi Sugiyama, sorti en 2006, la Terre, dévastée par l'inconscience de certains hommes, se rebelle. Les esprits de la Forêt dominent alors les quelques humains survivants.

### Jeux vidéo
Le jeu de simulation de la vie SimEarth: The Living Planet de Will Wright (1990) fait directement référence à l'hypothèse Gaïa. Le jeu RPG Final fantasy VII de Yoshinori Kitase (1997) fait aussi référence à l'hypothèse Gaïa.
La théorie du « cycle des vies » est un thème récurrent de la série Final Fantasy depuis le septième volet.

### Théâtre
Gaïa Global Circus est une pièce de théâtre écrite par Pierre Daubigny en 2013 sur une idée de Bruno Latour. Elle est mise en scène par Frédérique Aït-Touati et Chloé Latour. Une climatologue résume les faits validés du réchauffement climatique devant une assemblée de bloggers malgré les interruptions permanentes d'un climatosceptique. Cette pièce servira de fil rouge aux conférences données par Bruno Latour dans le cadre des Gifford Lectures sous le titre: Facing Gaia: A New Enquiry Into Natural Religion.

### Littérature

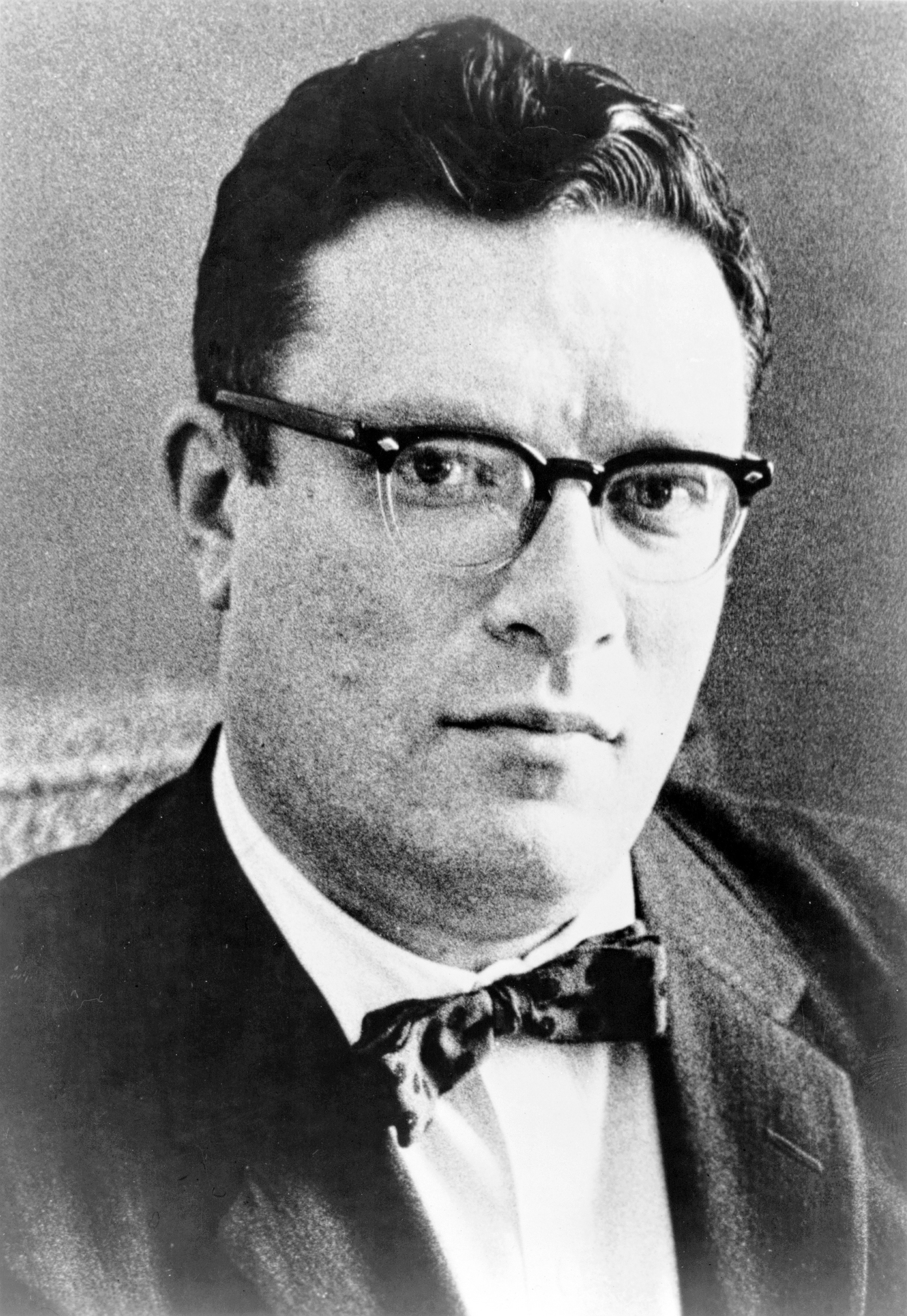
Isaac Asimov en 1965.

L'influence de l'hypothèse Gaïa sur la littérature, en particulier sur la science-fiction est importante.
Isaac Asimov s'est intéressé à ce concept dans sa description d'une planète hypothétique du nom de « Gaïa », dans le Cycle de Fondation (en particulier : Fondation foudroyée, et Terre et Fondation). La planète en question présente la caractéristique de ne former qu'un seul être, par conséquent tous ses habitants communiquent, partagent connaissance et émotions, et agissent dans le sens de l'intérêt commun.
Dans Lovelock (1994), un roman de l'écrivain de science-fiction Orson Scott Card, coécrit avec Kathryn H. Kidd, l'auteur invente une science futuriste : la « gaïaologie », science interdisciplinaire qui permet la colonisation de l'espace. Grâce au modèle de Lovelock, les humains peuvent réaliser et conduire la terraformation des planètes colonisées. Un autre écrivain de science-fiction, Brian Aldiss, dans sa trilogie d'Helliconia, présente des planètes intelligentes. Enfin, dans son roman Portent James Herbert fait référence au modèle de Lovelock. Les Messagers de Gaïa est une série de romans fantastiques écrite par Fredrick d'Anterny et publiée à partir de 2008. Genesis (2000) de Poul Anderson fait référence à une Terre vivante.
Le thriller La Théorie Gaïa (2008) de Maxime Chattam exploite la peur écologique. Gaïa de Yannick Monget utilise l'idée que la Terre se rebelle contre l'homme. Par ailleurs, dans Gaïa : carnets secrets de la planète bleue (2003) Alan Simon (auteur), Marc Chaubaron (illustrations), et Bernard Werber (préface) chantent la beauté de la planète. Enfin, le poète américain et militant en écologie profonde Gary Snyder réalise un poème intitulé Little Songs for Gaia dans son recueil Axe Handles, publié en 1983.